# Historia de China

Mapa político animado de las dinastías en la historia de China.

China y los principales países ligados a su historia cultural: Corea, Japón, Mongolia, Vietnam y los territorios adyacentes del Sureste Asiático y Asia Central.

La historia de China, una de las civilizaciones más antiguas del mundo con continuidad hasta la actualidad, tiene sus orígenes en la cuenca del río Huang y Yangtsé donde surgieron las primeras dinastías Xia, Shang y Zhou. La existencia de documentos escritos hace cerca de 3500 años ha permitido el desarrollo en China de una tradición historiográfica muy precisa, que ofrece una narración continua desde las primeras dinastías hasta la Edad Contemporánea. La cultura china, según el mito, se inaugura con los tres emperadores originarios: Fuxi, Shennong y finalmente el Emperador amarillo Huang, este último considerado como el verdadero creador de la cultura china. Sin embargo, no existen registros históricos que demuestren la existencia real de estas personalidades, que de acuerdo con la transmisión oral de generación en generación, habrían vivido hace unos 5000 a 6000 años.
La enorme extensión geográfica del estado actual de la República Popular China hace que la historia de todo este territorio abarque, en sentido amplio, a un gran número de pueblos y civilizaciones. Sin embargo, la cronología tradicional de la historia china se centra, en un sentido más restringido, en el grupo étnico de los chinos, y está íntimamente asociada a la evolución de la lengua china y su sistema de escritura basado en los ideogramas. Esta continuidad cultural y lingüística es la que permite establecer una línea expositiva de la historia de la civilización china, que, tanto desde los textos más antiguos del I milenio a. C., como desde los clásicos confucianos, pasando por las grandes historias dinásticas promovidas por los emperadores, ha continuado hasta el presente. Los descubrimientos arqueológicos del siglo XX, muy en especial los de los huesos oraculares, que recogen las primeras manifestaciones escritas en lengua china, han contribuido en las últimas décadas a un conocimiento más detallado de los orígenes de la civilización china.
La narración tradicional china de la historia se basa en el llamado ciclo dinástico, mediante el cual los acontecimientos históricos se explican como el resultado de sucesivas dinastías de reyes y emperadores que pasan por etapas alternas de auge y declive. Este modelo del ciclo dinástico ha sido criticado por muchos autores por dos razones fundamentales. En primer lugar por su simplismo, ya que el modelo adopta un patrón recurrente según el cual los primeros emperadores de cada dinastía son heroicos y virtuosos, mientras que los últimos son débiles y corruptos. Esta visión está sin duda influida por la interpretación de las propias dinastías reinantes, las cuales encontraban en la degradación de la dinastía precedente una legitimación de su propio ascenso al poder. En segundo lugar, el modelo dinástico ha sido también criticado por presentar una visión nacionalista artificial, pues lo que en una interpretación alternativa podría verse como una sucesión de diferentes estados y civilizaciones en un mismo territorio, aparece como una mera alternancia de regímenes de gobierno en el marco imperturbable de una entidad nacional única.
A pesar de estas críticas, el modelo del ciclo dinástico permite ver los acontecimientos históricos que han llevado a la formación de la China actual como una estructura lineal de fácil comprensión, lo cual ha mantenido su vigencia entre los historiadores hasta la actualidad. Otra razón principal por la que el estudio de las dinastías y sus emperadores ha sido fundamental entre los chinos para el análisis de su propia historia es el sistema tradicional de datación de fechas, según el cual cada emperador establecía sus periodos de reinado como marco para contabilizar los años. Así, el año cristiano de 1700 se corresponde según el sistema tradicional chino con el año 38 de la era Kangxi, mientras que el año 1750 sería el año 15 de la era Qianlong. Incluso hoy en día, en Taiwán el año 2017 se designa en contextos formales como año 106 de la República. Este uso de las dinastías y sus emperadores para la propia datación de los años ha hecho imprescindible el dominio de la cronología dinástica en la tradición cultural china para adentrarse en el estudio de la historia.

## Antigua China

### Paleolítico

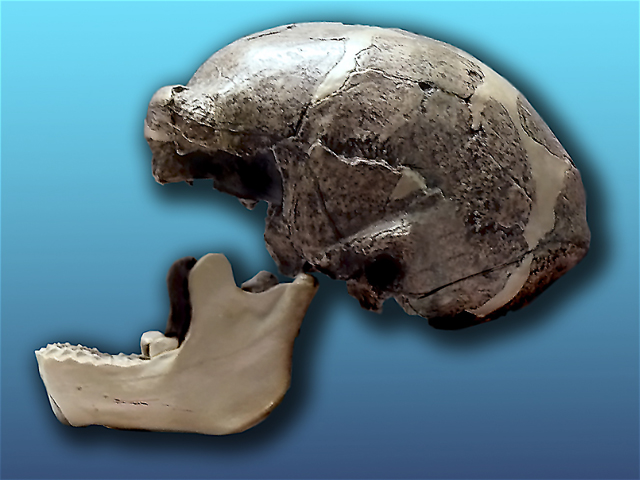
Cráneo del Hombre de Pekín, que data de hace entre 500 000 y 250 000 años.

El territorio que actualmente ocupa la República Popular China ha estado poblado desde hace miles de años. Se han encontrado restos de homínidos, que constituyen los antepasados más remotos del hombre. Así lo demuestran los restos hallados pertenecientes al hombre de Renzidong, el hombre de Yuanmou, el hombre de Nihewan, el hombre de Lantian, el hombre de Nankín o el hombre de Pekín. Posteriormente surgirían otras culturas, como el hombre de Dali, el hombre de Maba, el hombre de Fujian o el hombre de Dingcun.
El Homo Sapiens aparece hace unos 40 000 años. Hace alrededor de unos 10 000 años se empieza a cultivar arroz en el río Yangtsé y poco después mijo en la provincia de Henan. En el VIII milenio a. C. las culturas de la zona del valle del río Amarillo se hicieron sedentarias. Un milenio después comenzaría la domesticación de animales.
Del Paleolítico Tardío data la cerámica más temprana del mundo (17 000 a. C.), porosa, gruesa y cocida a baja temperatura. Durante el Pleistoceno Terminal las vasijas cerámicas fueron utilizadas para cocer mariscos y otros alimentos, como el arroz. En China la cerámica apareció por primera vez en cazadores recolectores con armas líticas.
También durante el Paleolítico Tardío aparecen los artefactos de borde pulido y las piedras de molienda de comunidades de cazadores-recolectores independientes entre sí. Esta tecnología no impactó en el asentamiento y subsistencia de las culturas del Paleolítico. No obstante da cuenta de la incorporación de ciertos alimentos a la dieta humana.
Durante el Holoceno (9000 a. C.) las poblaciones de cazadores-recolectores se vuelven sedentarias. Alrededor del 9000 a 8000 a. C. se domestican animales, por ejemplo el perro. Los cazadores-recolectores incorporan además productos como frutos secos y cereales. El  sedentarismo no fue inmediato, se incrementó con el tiempo. Se sabe poco acerca de la movilidad logística que se desarrolló y que permitió el total sedentarismo. Solo hay patrones regionales de asentamiento y subsistencia.

### Neolítico aldeano
Hasta hace unas pocas décadas, en los círculos arqueológicos chinos el concepto de ‘neolítico’ era entendido como un conjunto de innovaciones que consistían en agricultura, animales domesticados, cerámica, tecnología de piqueteado, líticos y sedentarismo. Se cree que esta compleja transformación revolucionaria ocurrió alrededor del 7000 al 5000 a. C., sobre la base del registro arqueológico previamente conocido. Sin embargo, los descubrimientos recientes han demostrado que estos rasgos neolíticos se desarrollaron de forma independiente durante un lapso largo y sobre una amplia región. Tomó más de dos milenios de evolución, más que una revolución —desde las primeras apariciones de la cerámica (17 000 a. C.) durante el Último Máximo Glacial— para llegar a la sociedad agrícola neolítica completamente desarrollada (5000-3000 a. C.), en el Holoceno Medio.
Establecida la economía agrícola, se fundamenta la existencia y desarrollo de sociedades organizadas jerárquicamente. Los procesos evolutivos, desde los sitios estacionales o semi-permanentes en el Holoceno Temprano a los sistemas de asentamientos organizados jerárquicamente en el Neolítico Tardío, no fueron unilineales.
Los caminos hacia la complejidad social no siempre fueron claros o tuvieron una sola dirección, sino que experimentaban ciclos de desarrollo, deterioro y colapso. Sin embargo, hubo rasgos comunes compartidos por muchas de estas sociedades: el excedente agrícola fue esencial para formar un fundamento económico para el surgimiento de la complejidad social, mientras que la élite creó y mantuvo su autoridad política por medio del control del poder ritual; de esta manera, la producción e intercambio de objetos rituales de prestigio fueron decisivos para la formación de estatus social y redes de élite.
En el Neolítico hay varios desarrollos independientes en amplias regiones por lapsos, así lo indican restos de cerámica, piedra pulida, etcétera. Durante el Pleistoceno superior lo más desarrollado fue la cerámica y los artefactos líticos con borde de desgaste producido por abrasión y las piedras de molienda.
En el Neolítico se establecieron aldeas agrícolas hasta aproximadamente el 5000 a. C. La economía agrícola fue el cimiento de las sociedades jerarquizadas con existencia de grupos de poder. Durante el Neolítico medio y tardío (5000-2000 a. C.) las sociedades complejas entran en decadencia en China. En el Neolítico precerámico las sociedades dependían, muy enfáticamente, de los recursos alimenticios silvestres y, en particular, continuó la recolección intensificada de frutos secos. Falta investigación para entender el Neolítico precerámico, por ejemplo para determinar si existió arboricultura.
El Neolítico medio se caracteriza por el desarrollo total de las aldeas agrícolas sedentarias. También hubo un aumento de la población y de sitios de asentamiento, y hay abundante evidencia que da cuenta de la complejidad social (por ejemplo, la arquitectura de Hongshan).
Entre el VII y VI milenio a. C. surgen las culturas neolíticas, Peilikan y Cishan, precursoras de la cultura de Yangshao, que se fusionaría con la Dawenkou y la Hongshan para dar lugar a la cultura de Longshan, que marca el comienzo de la unidad territorial y política de la llanura del Norte de China.

### Neolítico urbano

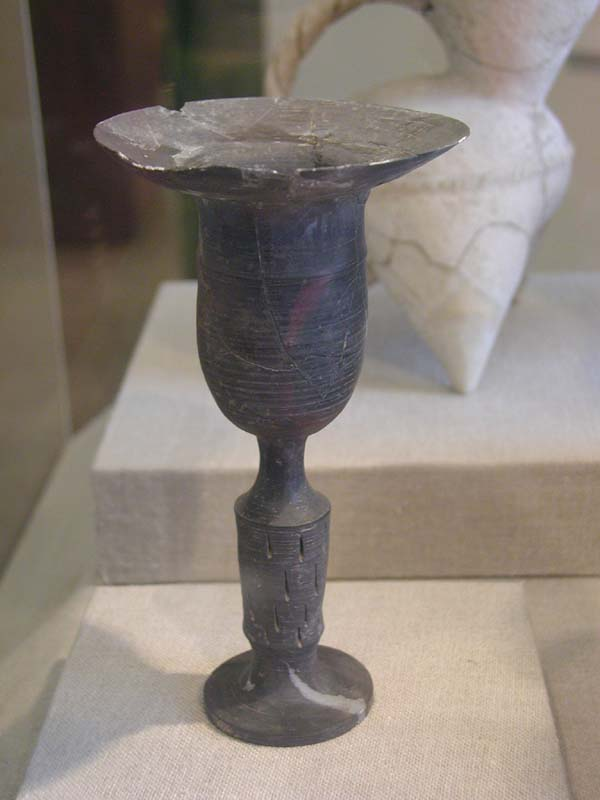
Cultura de Longshan.

#### Hongshan (aprox. 4700 - 2900 a.C.)
En la civilización Hongshan hubo grandes asentamientos, pero no hay certeza de una entidad política de carácter centralizado. Se aprecia segregación en función de los sitios hallados. Existencia de arquitectura monumental, lo que da cuenta de una realidad con mano de obra y actividad administrativa. También se observa especialización artesanal para la manufactura de bienes rituales, en especial el tallado del jade. La artesanía del Neolítico precerámico era de dimensiones reducidas: uso doméstico. En  el Periodo Hongshan incrementó su tamaño: uso ritual público.
Tales cambios sugieren representaciones rituales que pasaron por una transformación desde el ámbito doméstico a las actividades integradas de ámbito regional.
Entre los años 10 000-3000 a. C. colapsa la cultura Hongshan, lo que coincide con deterioro climático (disminución de precipitaciones). El colapso también se explica por la sobreexplotación de la tierra, la construcción de arquitectura ritual y actividades apresuradas como estrategia política ante eventuales amenazas externas.

#### Liangzhu (aprox. 3400 - 2000 a.C.)
La cultura de Liangzhu se concentra en el área del lago Tai. Con abundantes hallazgos, predomina la abundancia de artefactos de jade colocados en los entierros. Taosi y Liangzhu representan las sociedades complejas más desarrolladas durante el tercer milenio a. C. en China. Sistemas políticos estratificados y con acumulación de poder y permanencia en el tiempo. Con el final del Periodo Neolítico disminuye el número de sitios y el abandono de centros regionales fue un fenómeno común en el paisaje a lo largo de los valles de los ríos Amarillo y Yangzi. Inicio de la civilización de la Era del Bronce en China; ascenso del Estado Erlitou (1900-1500 a. C.), que tuvo su centro en la cuenca del Yiluo, en la parte occidental de Henan (Liu y Chen 2003).
En el II milenio a. C., el pueblo de Huaxia, cuyo nombre proviene de la montaña Hua (actualmente denominada Montaña Sung) y el río Hsia (actualmente denominado Río Han), es promotor de varios elementos comunes de esta civilización, como la ropa, la preparación de los alimentos, el matrimonio, y un sistema de gobierno, y eleva la complejidad cultural de China hasta la fundación de la nación Chung-Hua, que es común a varias aldeas esparcidas al este de la Cordillera del Pamir por los valles de los ríos Hwang-ho, Huai, Yangtze, Amur, y Perla, conformando todos estos pueblos el núcleo principal de la población china primigenia.

#### Longshan (aprox. 2600-2000 a.C.)
La cultura de Longshan surgió a finales del Neolítico, próxima al curso medio y bajo del río Amarillo. Durante el tercer milenio a. C., la agricultura intensiva supera la extensión de los ríos Amarillo y Yangzi, su población es mayor y hay registros que dan cuenta de mayor complejidad social. Sociedades jerarquizadas, intercambio de bienes de prestigio y guerra.
Cultura de Longshan, tres niveles de jerarquía expresadas en el yacimiento de Taosi: fue el centro económico, político y religioso más importante de la región, se ocupaba de la producción artesanal y fue testigo del surgimiento de los grupos de élite. Cuenta con el observatorio astronómico más antiguo de Asia (4100 años de antigüedad). La estructura circundante de tierra apisonada fue destruida, al parecer por agitación social del periodo.

### Periodo de los Tres Augustos y Cinco Emperadores (¿2852 - 2070 a.C.?)
Los tres augustos y cinco emperadores (chino: 三皇五帝, pinyin: sān huáng wǔ dì) son los gobernantes mitológicos de China anteriores a la primera dinastía Xia según la historiografía tradicional.
La tradición china atribuye a estos personajes mitológicos la fundación de la civilización china y la invención de las instituciones sociales, culturales y económicas, como la familia, la agricultura, la escritura, etc. A pesar del carácter legendario de las historias que se cuentan sobre estos personajes, que habrían vivido cientos de años y serían responsables de hechos milagrosos, es posible que en el origen de estas leyendas se encuentren personajes reales, jefes tribales del III milenio a. C. que habrían logrado victorias militares previas a la unificación de la también posiblemente mítica dinastía Xia.
Las fuentes históricas chinas coinciden en el número de tres augustos y cinco emperadores, pero las identidades de estos varían según las fuentes, existiendo versiones diversas tanto para los augustos como para los emperadores.
Según el mito, los Tres Soberanos eran semidioses que utilizaban sus capacidades para ayudar a crear la humanidad e impartirle habilidades y conocimientos esenciales. Los Cinco Emperadores eran sabios ejemplares que poseían un gran carácter moral y pertenecían a una edad de oro en la que "las comunicaciones entre el orden humano y el divino eran fundamentales para toda la vida" y en la que los sabios eran encarnaciones de lo divino o ayudaban a los humanos a mensajear las fuerzas divinas.
En este periodo se utilizó el sistema de abdicación antes de que Qi de Xia tomara violentamente el poder y estableciera una monarquía hereditaria.

### Edad Antigua

#### Dinastía Xia (aprox. 2070 - 1600 a.C.)

Expansión territorial de la dinastía Xia.

La dinastía Xia, que según las crónicas chinas habría durado del siglo XXI al siglo XVI a. C., está considerada la primera dinastía en la historia china. Las Memorias históricas de Sima Qian recogen los nombres de los 17 reyes de esta dinastía. Fue seguida por la dinastía Shang y, según el relato de Sima Qian, precedida por el periodo legendario de los tres dioses y cinco emperadores.
El carácter de esta dinastía forma parte del nombre de la región china actual de Ningxia y aparece también en el nombre poético de China Huáxià.

#### Dinastía Shang (aprox. 1600 - 1046 a.C.)
La Dinastía Shang, también conocida como Dinastía Yin, es la segunda dinastía en la historia de China y la primera cuya existencia histórica está documentada. Su extensión territorial abarcaba el valle del río Amarillo, y tuvo una duración de casi seis siglos.

### Dinastía Zhou (1046 - 256 a.C.)
La dinastía Zhou (chino: 周, pinyin: Zhōu, Wade-Giles: Chou) fue una dinastía china que gobernó entre 1046 y 256 a. C. Es la tercera dinastía china en la historia tradicional, y la segunda, tras la dinastía Shang, de la que existe constancia por fuentes escritas de su época. Florecieron artes y técnicas ornamentales, que manifestaron, como en muchas culturas mesoamericanas y europeas, el deseo de los hombres de comunicarse con los inmortales. La dinastía Zhou fue la última de las dinastías de reyes anteriores a las dinastías imperiales. En esta época vivieron los grandes pensadores chinos de la Antigüedad, como Confucio, y se inició la literatura china clásica.

#### Periodo de las Primaveras y los Otoños (771 - 476 a.C.)
El periodo de las Primaveras y Otoños (en chino tradicional, 春秋時代; en chino simplificado, 春秋时代; pinyin, Chūn qiū shí dài) representó una era en la historia china entre 771 y 476 a. C. Este periodo toma su nombre de los Anales de primavera y otoño, una crónica del periodo cuya autoría se atribuía tradicionalmente a Confucio. Durante el periodo de las Primaveras y Otoños, plena era Zhou, el poder se descentralizó. Este periodo estuvo plagado de batallas y las anexiones de unos 170 pequeños estados. El lento progreso de la nobleza resultó en un aumento en la alfabetización, el cual animó la libertad de pensamiento y el avance tecnológico.

#### Periodo de los Reinos Combatientes (476 - 221 a.C.)

China a finales del siglo, a finales del Período de las Primaveras y los Otoños.

El periodo de los Reinos Combatientes (en chino tradicional, 戰國時代; en chino simplificado, 战国时代; pinyin, Zhànguó Shídài) tuvo lugar en la franja de tiempo que comenzó en algún punto del siglo V a. C. y que acabó en la unificación de China por la dinastía Qin en 221 a. C. Normalmente es considerado como la segunda parte de la dinastía Zhou oriental, siguiendo al periodo de las Primaveras y Otoños. Al igual que en este último, el rey de Zhou actuó meramente como un emperador títere. El nombre del periodo de los Reinos Combatientes proviene del Registro de los Reinos Combatientes compilado en los primeros años de la dinastía Han. La fecha del comienzo del periodo de los Reinos Combatientes esta en disputa. Mientras frecuentemente se cita el año 476 a. C. como dicha fecha, siguiendo al periodo de las Primaveras y Otoños, en otras ocasiones se menciona el 403 a. C., la fecha de la tripartición del estado de Jin, como el comienzo de este periodo.

### Era Imperial

#### Dinastía Qin (221 - 206 a.C.)

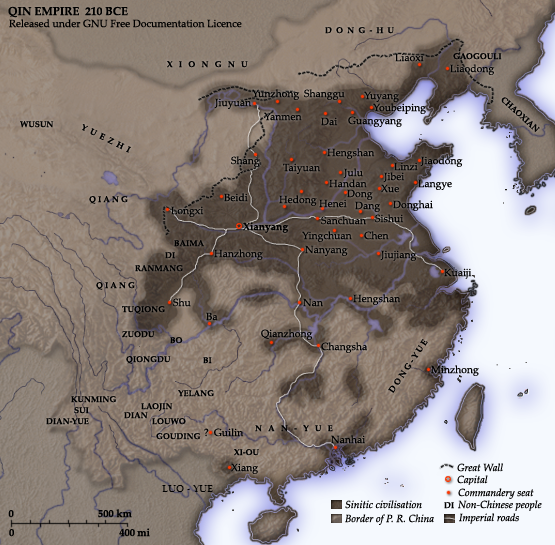
Extensión de la dinastía Qin.

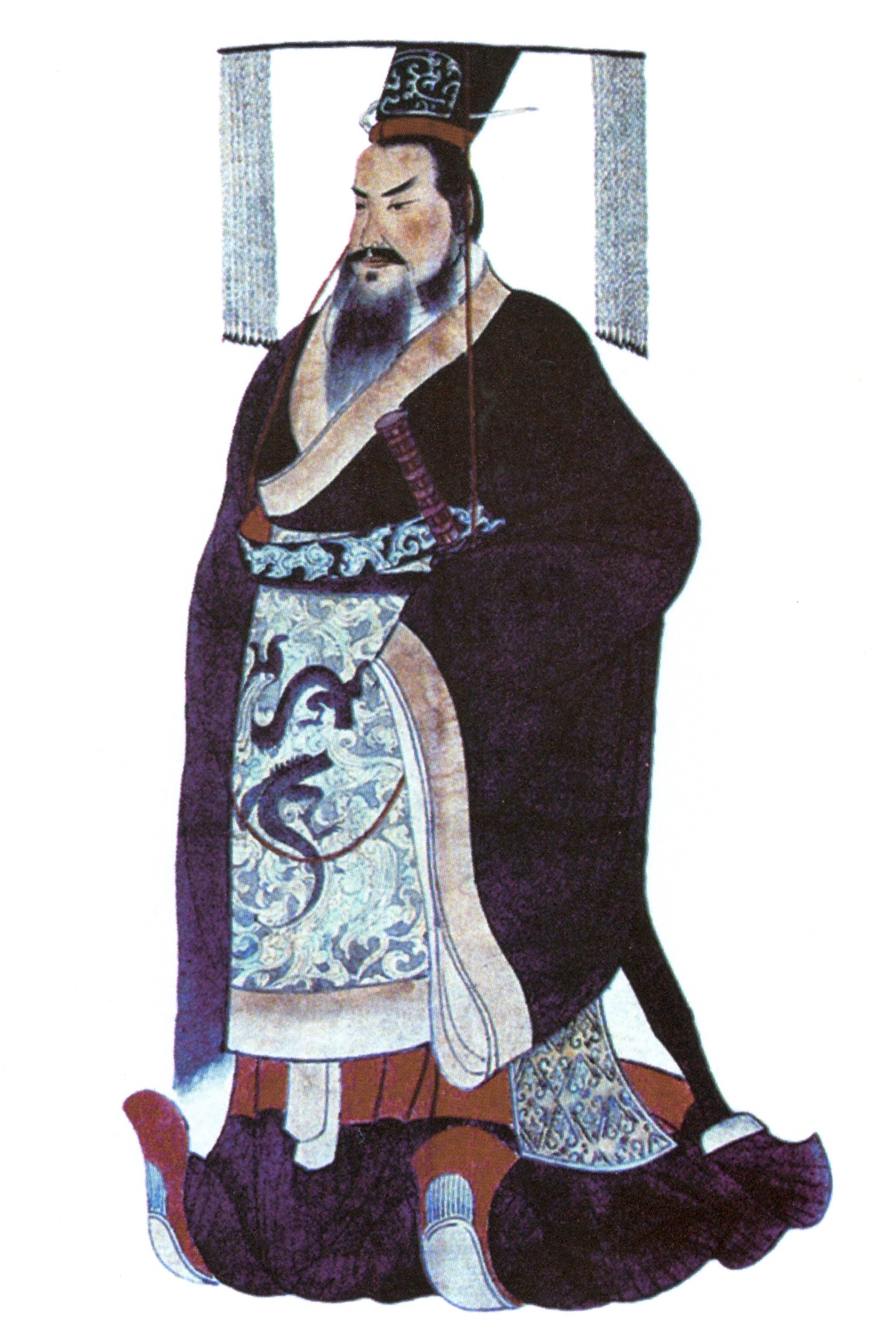
Qin Shi Huang, fundador de la Dinastía Qin.

El rey de los Qin funda una nueva dinastía y toma para sí el nuevo nombre de 皇帝 (huángdì), de connotaciones religiosas, que traducimos al español por "emperador". A partir de este momento histórico todos los monarcas chinos posteriores utilizarán este título, abandonando la denominación de "reyes" (王 wáng). El nuevo emperador se hizo llamar 始皇帝 Shǐ Huángdì ("primer emperador"), viéndose a sí mismo como el primero de lo que esperaba fuera una larga dinastía de emperadores. Es la primera dinastía de una China reunificada y mucho más grande que la gobernada por los Zhou.
Hoy en día los chinos lo llaman más frecuentemente Qin Shi Huang ("Primer Emperador Qin"). Con él surge, por primera vez en la historia, un estado chino fuerte, centralizado y unificado.
El Estado Qin llevó a cabo una labor intensa de unificación de normas: Se unificaron las pesas y las medidas, así como el sistema de escritura. Se ordenó la tristemente célebre quema de libros, en la que se destruyeron escritos que no se ajustaban al modelo religioso y social del nuevo imperio. Qin Shi Huang construyó enormes palacios en Xianyang para convertir a sus antiguos enemigos en cortesanos; unificó los fragmentos de muralla construidos durante los siglos anteriores en la Gran Muralla y también inició la construcción de su mausoleo, donde ese encuentran los famosos Guerreros de Terracota.
A pesar del éxito militar de la unificación, las características del estado Qin hicieron su supervivencia inviable, y este se vino abajo tras la muerte de Qin Shi Huang. Su crueldad y los numerosos trabajos que impuso al pueblo sembraron el descontento; tras su muerte en 209 a. C., los rebeldes aprovecharon el reinado de su débil hijo Èrshì Huángdì ("Emperador Segundo"), para acabar con la dinastía Qin y arrasar su capital, Xianyang. En 206 a. C., Liu Bang, que dirigía la rebelión militar contra el ejército Qin, se proclama emperador, fundando una nueva dinastía: los Han.

#### Dinastía Han (206 a.C. - 220 d.C.)
Liu Bang estableció una nueva dinastía, la Han. China prosperó con rapidez: la agricultura, la industria y el comercio florecieron.
El general Zhang Qian fue enviado a las regiones del Oeste a buscar los caballos necesarios para las continuas guerras contra los hunos; a su vuelta se inauguró la Ruta de la Seda pues las sedas chinas se vendían muy bien en esas tierras, de las que llegaban productos hasta entonces desconocidos. Se inventa el papel, lo que ayuda a promover la educación, el sismógrafo y numerosas técnicas nuevas que revolucionan el país.
Los ideales que contribuyeron a levantar la dinastía van desapareciendo; el pueblo que se encontraba disgustado va aumentando su rechazo al régimen y surgen revoluciones en distintos puntos del país. como la de los "Leñadores Verdes" y los "Cejas Rojas", que obligan a trasladar la capital desde Xi'an a Louyang en el año 25. Y la de los Turbantes Amarillos, en el año 184, acabará por poner fin a la dinastía.
La dinastía Han se divide en dos periodos: los Han occidentales, que tuvieron su capital en Chang'an, y los Han orientales, que mantuvieron un control menos efectivo sobre el territorio y tuvieron que desplazar la corte al este, cerca de la actual Luoyang.
Entre ambos periodos, la dinastía Han se vio interrumpida brevemente por el "usurpador" por excelencia de la historia china, Wang Mang, que instauró su propia dinastía Xin e intentó organizar un estado basado en el pensamiento confuciano.
El periodo Han Occidental fue un periodo de prosperidad económica y cultural, especialmente durante el reinado del emperador Wu (Han Wudi, en chino), que derrotó al pueblo nómada Xiongnu y abrió rutas comerciales con Asia Central e India, en particular la Ruta de la Seda, la cual, al intensificar los contactos entre China y otros pueblos asiáticos, hizo posible la entrada del budismo en China. Durante el reinado del emperador Wu, el gran historiador chino Sima Qian completó las Memorias Históricas, obra comenzada por su padre, Sima Tan, en la que se narra toda la historia china hasta aquel momento.

#### Período de los Tres Reinos (220 - 280 d.C.)

La era de los Tres Reinos.

Es el período en que China se halla dividida tras la caída de la dinastía Han y por las luchas que se extienden por el país. Brevemente se unifica bajo los Jin del Este, para nuevamente ser dividida en numerosas dinastías de breve reinado. Se destaca la dinastía Wei del Norte (386-534), fundada por los Tuoba, un pueblo de la familia de los Hunos, que desde las capitales Datong y luego en Luoyang dan un impulso al establecimiento del budismo. En este período se inició la construcción de las majestuosas cuevas de Yunggan, Longmen y Mogao.
La autoridad de Cao Cao en Luoyang, donde el poder nominal aún residía en el emperador Xian, le enfrentó a sus dos rivales militares Liu Bei y Sun Quan. Tras la Batalla de los Acantilados Rojos, en el año 208, en que estos derrotaron a las tropas de Cao Cao, el imperio quedó dividido en tres. En el año 220, tras la muerte de Cao Cao, su hijo Cao Pi derrocó al último emperador Han y se proclamó emperador en Luoyang de la nueva dinastía Wei. Liu Bei no aceptó la legitimidad de la nueva dinastía y en 221 se autoproclamó continuador de la dinastía Han en Chengdu, en el reino de Shu-Han, actual provincia de Sichuan. Del mismo modo, Sun Quan, desde su base de poder en el bajo Yangzi, tras fracasar en los intentos de alcanzar un acuerdo con Cao Pi, fundó el Reino de Wu en 222, y unos años después, en 229, se proclamó emperador. De este modo, China quedó dividida en tres reinos, Wei, Shu-Han y Wu, que se disputaban la legitimidad de la continuidad de los Han.

#### Dinastía Jin (266 - 420 d.C.)
La reunificación de China se produjo bajo la dinastía Jin, que puede dividirse en dos etapas: los Jin Occidentales (266-316), que consiguieron unificar China, y los Jin Orientales (317-420), que continuaron gobernando el sur de China.
En el año 263 las tropas de Wei conquistaban el estado de Shu, con lo que los tres reinos se convirtieron en dos. En 266, Sima Yan, de la prestigiosa familia Sima, descendientes de Sima Qian, derrocó al emperador Wei, acabando con el poder de la familia Cao, e instauró la dinastía Jin. En el año 280, los Jin conquistaron el reino de Wu, con lo que consiguieron reunificar bajo la nueva dinastía el antiguo imperio Han.
Esta unificación no duraría mucho tiempo. La corte Jin en Luoyang se veía amenazada por los pueblos nómadas del norte que habían formado varios estados y gozaban de una larga tradición militar. Estos estados del norte acabarían conquistando las capitales; Luoyang en el año 311, y Chang'an en 316. Así, el estado Jin desapareció del norte de China, que pasó a estar dividido en dieciséis reinos. La conquista del norte por parte de los pueblos nómadas o seminómadas provocó un importante éxodo de población hacia el sur. La corte Jin se reconstituyó en la ciudad sureña de Jiankang, cerca de la actual Nankín, donde seguiría gobernando hasta el año 420.

#### Dieciséis Reinos (304 - 439 d.C.)
Los historiadores chinos han dado el nombre de "periodo de los Dieciséis Reinos" a la época comprendida entre los años 304 y 439, durante la cual el norte de China atravesó una etapa de fragmentación política y de caos. Estos dieciséis reinos habían sido formados por pueblos de etnia no china.

#### Dinastías Meridionales y Septentrionales (420 - 589 d.C.)

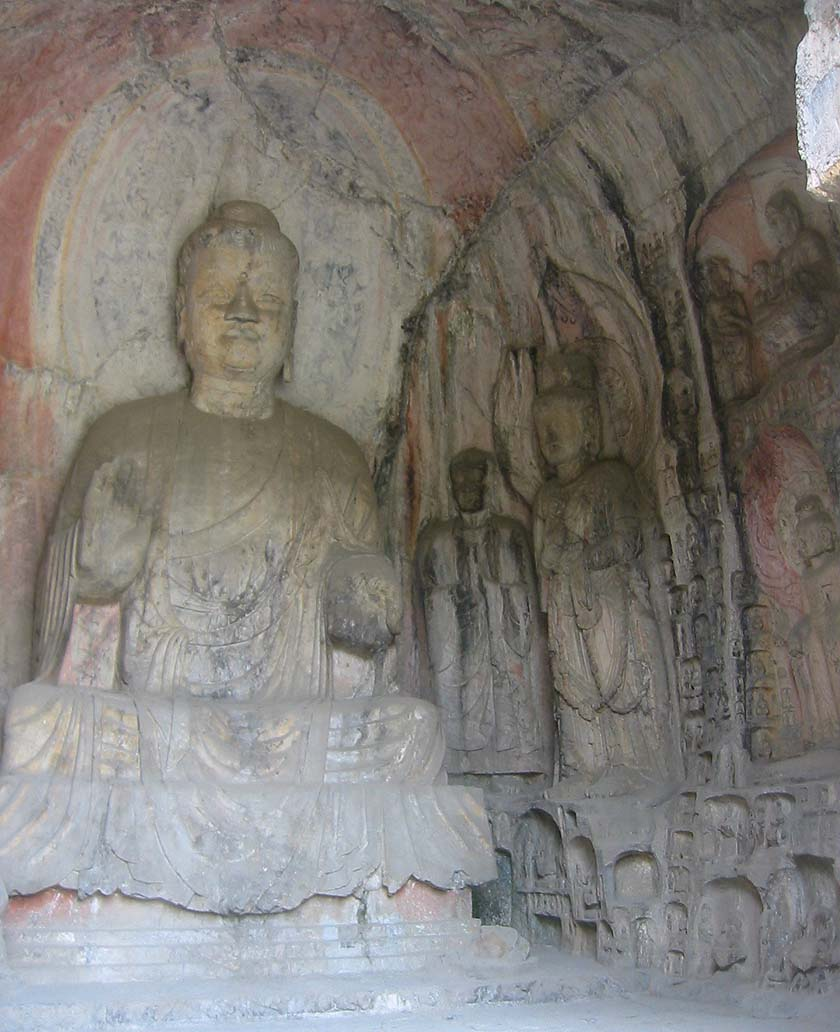
Esculturas budistas en las cuevas de Longmen, cercanas a Luoyang, de la época Wei del Norte.

Precisamente sería otro pueblo de etnia no china, los tuoba, el que consiguieran unificar el norte de China al derrotar a todos estos pequeños estados y proclamar la dinastía Wei del Norte en el año 440. Con la unificación del norte, China queda dividida en dos estados: uno en el norte, en el que se sucederán las llamadas dinastías septentrionales: Wei del Norte, Wei del Este, Wei del Oeste, Qi del Norte y Zhou del Norte; y otro en el sur, en el que, al ser derrocado el último emperador Jin en 420, se sucedieron cuatro dinastías en la corte de Jiankang: los Song, Qi, Liang y Chen.

#### Dinastía Sui (581 - 618 d.C.)
En el año 581 Yang Jian, general del ejército de la dinastía Zhou del Norte, se hizo con el poder y proclamó una nueva dinastía: los Sui. Ocho años después, en 589, la dinastía Sui derrotaba a la débil dinastía Chen del sur, con lo que conseguía la reunificación del sur y el norte.
Tras la reunificación, se inició una etapa de reformas institucionales y de consolidación del poder central. En esta época se construyó el Gran Canal y se amplió la Gran Muralla China. También fue una época de promoción del budismo. 
En el año 604, Yang Guang sucedió a su padre en el trono. Tras una serie de reveses militares en las regiones fronterizas, se produjeron insurgencias militares. El segundo emperador Sui moría asesinado en el año 617. Se intenta mejorar con reformas la situación del pueblo, pero son traicionadas por su hijo, desencadenándose una sucesión de guerras campesinas, que finalizan con la toma del poder por Li Yuan, en el año 618, que funda la dinastía Tang, con capital en Xi'an.

#### Dinastía Tang (618 - 907 d.C.)
En efecto, en el año 618, un año después de la muerte del último emperador Sui, el militar Li Yuan asumía el poder como emperador Gaozu de la nueva dinastía Tang. En el año 624, su hijo, tras haber matado a dos de sus hermanos frente a la puerta de Xuanwu en Chang'an, le obligaba a abdicar, convirtiéndose en el segundo emperador Tang, Taizong. Tras la muerte violenta del primer heredero al trono, un segundo hijo del emperador fue nombrado heredero, y subiría al trono como emperador Gaozong en 649. Durante el reinado de Taizong, una de sus concubinas, que había sido anteriormente concubina de su padre, alcanzaría un gran poder e influencia hasta el punto en que finalmente, después de seguir gobernando desde la sombra bajo el reinado de dos de sus hijos, ella misma se convertiría en emperatriz.
Así, tras derrocar a su propio hijo, el emperador Zhongzong, la Emperatriz Wu se convirtió en la primera y única mujer que gobernaría China en toda su historia. Al subir al trono, proclamó una nueva dinastía Zhou.
El reinado de la emperatriz Wu estaría marcado por su intento de legitimar su poder, cuestionado por muchos que veían una vulneración de las normas confucianas en la presencia de una mujer en el trono imperial. La emperatriz patrocinó el budismo y, en especial, formas de este que daban legitimidad a su poder.
En el año 705, la emperatriz Wu, que, según las crónicas existentes, tenía ya 80 años de edad, fue derrocada y su hijo el emperador Zhongzong retomó el poder, restaurando la dinastía Tang. Tras varios años de luchas internas, el emperador Xuanzong consolidaría el poder de la dinastía.
A pesar de todas estas luchas por el poder que se sucedieron en estos años, esta primera parte de la dinastía Tang fue una época de esplendor cultural y en la que el imperio dominaba grandes extensiones de terreno, incluso partes de Asia Central, en la actual Región Autónoma de Xinjiang, que no volverían a estar controladas por un emperador chino hasta la última dinastía Qing. En la visión tradicional china, la dinastía Tang representa una de las épocas gloriosas de China.
Sin embargo, esta época de esplendor tendría su fin al final del reinado de Xuanzong. A pesar de la aparente fortaleza del imperio, el general de origen centroasiático An Lushan dirigiría uno de los mayores intentos de rebelión de la historia china: La Rebelión de An Lushan, que sacudiría los cimientos del estado chino en el año 755.
A pesar de que el estado, en manos del nuevo emperador Suzong logró finalmente sofocar la rebelión en el año 763, las consecuencias se sentirían en los siguientes siglos.
La pérdida de poder efectivo por parte del estado, que para acabar con la rebelión había tenido que hacer concesiones a militares y a pueblos fronterizos, como los uigures y los tibetanos, hizo que el control efectivo sobre los recursos del territorio se redujera de una manera drástica. El modelo de estado centralizado y fuerte que habían implantado los Tang se vino abajo, y no volvería a existir un estado fuerte y centralizado hasta la proclamación de la República Popular China en el siglo XX.
Mucho más debilitada, la dinastía Tang se mantendría en el poder en Chang'an hasta principios del siglo X.
En el año 904, el dirigente militar Zhu Wen lanzó un ataque contra Chang'an, destruyendo la ciudad y haciendo matar a la corte del emperador. Finalmente, en 907 Zhu Wen hizo matar al último emperador Tang y proclamó una nueva dinastía: la dinastía Liang, con capitales en las ciudades de Luoyang y Kaifeng.

#### Periodo de las Cinco Dinastías y los Diez Reinos (907 - 960 d.C.)
Tras el fin de la dinastía Tang, con la fundación de la dinastía Liang en el norte de China, se inicia una etapa de inestabilidad que vería sucederse cinco dinastías breves en el norte de China (dinastía Liang posterior, dinastía Tang posterior, dinastía Jin posterior, dinastía Han posterior y dinastía Zhou posterior), mientras que en el sur aparecieron diez reinos independientes. A esta época, de 907 a 960, los historiadores chinos la conocen como "periodo de las Cinco Dinastías y los Diez Reinos", o simplemente "de las Cinco Dinastías".
Las Cinco Dinastías (Wu Dai) y los Diez Estados (Shi Guo), hacen referencia a los reinos formados tanto en el norte, Wu Dai, como en el sur, Shi Guo. La historiografía china ignora el sur, denominando este período solo por las casas reinantes del norte: Liang, Tang, Jin, Han y Zhou, que conforman las Cinco Dinastías. Es a partir de la caída de la dinastía Tang cuando se inició un movimiento basculante, en el que el sur va a sustituir al norte desde un punto de vista no solo económico sino también político y artístico. El norte, amenazado eternamente por las invasiones, llevó a sus habitantes al sur de Yangzi, donde se sentían protegidos de los bárbaros y donde pudieron desarrollarse económicamente a través de la agricultura o el comercio. Entre los pueblos invasores los kitanes se impusieron sobre el resto e instauración la dinastía Liao (907-1125). Se extendieron geográficamente desde la actual Manchuria a la provincia de Hebei, conquistando la ciudad de Yu (hoy, Pekín); su poder fue muy grande, eso le permitió exigir un tributo a la dinastía Jin (936-943) y continuar sus conquistas hacia el sur. 
Junto a los kitanes, con una menor fuerza y presencia, se estableció un pueblo procedente del Tíbet, los Shato, que por medio de su poderío militar impusieron sus formas de gobierno y costumbres a los Han, residiendo su valor en su poderío militar, en vez de en la razón y la fuerza de su cultura. Mientras en el norte se fueron creando estructuras políticas más o menos sólidas que daban entrever la posibilidad de una reunificación, los Diez Estados del Sur (Shi Guo) se debilitaron por pequeñas guerras de conquista, facilitando la invasión de los reinos del norte.
En el año 960, Zhao Kuangyin (Emperador Daizu, 960-976), inició el proceso de unificación del país, inaugurando una nueva dinastía, la Song.

#### Dinastía Song (960 - 1279 d.C.)
En el año 960, el militar de la dinastía Zhou del Norte Zhao Kuangyin fundaba la dinastía Song, continuación de las cinco dinastías que se sucedieron en el norte tras la caída de los Tang. Esta dinastía, que estableció su capital en Kaifeng, consiguió conquistar los reinos del sur y reunificar gran parte del territorio que había estado bajo soberanía Tang.
Durante la dinastía Song se produjo un gran desarrollo del comercio. Se generaliza el uso de dinero y aumenta de manera espectacular el movimiento de personas y mercancías dentro del país. Este aumento del comercio lleva a la aparición de grandes ciudades.
Durante el periodo Song se sucedieron tres estados importantes formados por pueblos de etnia no china en el norte. Los kitán fundarían la dinastía Liao en el noreste. En el noroeste, en las actuales regiones de Gansu y Ningxia, los tangut fundan la dinastía Xia Occidental. El tercero de estos estados, y el más importante, sería la dinastía Jin, fundada por los yurchen (o jürchen), que llegaría a conquistar el norte de China, obligando a los Song a huir al sur en 1127. Estos tres estados adoptaron el modelo dinástico chino, por lo que la historiografía tradicional china los incluye en los listados de dinastías.
El periodo Song se puede dividir en dos partes: "Song del Norte", hasta 1127, cuando la dinastía controlaba la parte principal del territorio histórico de China, y "Song del Sur", de 1127 a 1279, periodo durante el cual la corte Song hubo de refugiarse en el sur, estableciendo la capital en la actual Hangzhou, después de su derrota frente a los Jin. Desde el sur, los Song mantenían el objetivo de reconquistar el norte, pero nunca pudieron hacer frente a la superioridad militar de los pueblos altaicos.
La reunificación de China se produciría, paradójicamente, gracias a la conquista del territorio chino por otro pueblo extranjero procedente del norte: los mongoles.
Por razones de política exterior tuvo dos capitales, la primera de ellas fue Pian (hoy Kaifeng) en la provincia de Henan, donde la dinastía Song del Norte reinó del 960 a 1127. Por el avance de los kitanes y de los mongoles hacia el sur se aconsejó trasladar la capital a Linan (hoy Hangzhou) en la provincia de Zhejiang, iniciándose un segundo período denominado Song del Sur (1127-1279).
Durante la dinastía Song surgió el renacimiento intelectual y artístico Song, debido al desarrollo del comercio interno y externo, así como medidas políticas encauzadas hacia la coexistencia con los pueblos del norte mediante el pago de tributos.
El ministro del emperador Shenzhong (1068-1085) Wang Anshi (1021-1086), fue quien desarrolló estas reformas con el (Memorándum de las diez mil palabras) o la articulación del cambio social adecuado a los nuevos tiempos.
Existía una ausencia de movilidad social, por el asentamiento de una clase ilustrada (Shih) sobre el rígido sistema de exámenes, esta fue una de las causas por las que las innovaciones tecnológicas y económicas no constituyeron el motor del cambio social, como si sucedió en Europa. Wang Anshi, con sus reformas políticas y económicas, intentó dotar a la clase mercantil (shang) de suficiente poder con el fin de poder contrarrestar la falta de movimiento de los Shih, por eso es que introdujo en las materias de examen al Estado el conocimiento técnico y científico, ignorados hasta esa época. Favoreció también el desarrollo del papel moneda y las letras de cambio, con el fin de agilizar el comercio entre las diferentes regiones, así como proteger a los pequeños propietarios y campesinos equilibrando la presión fiscal. Desarrolló el sistema de graneros, como despensa del Estado. El desarrollo de las comunicaciones interiores y la navegación favorecieron el desarrollo económico, pero no fueron eficaces para frenar el avance militar de los pueblos del norte.
En 1127, tras la captura del emperador Huizong y de la emperatriz regente, la corte huyó a la ciudad de Nankín y de ahí a Hangzhou, donde se estableció provisionalmente. La ciudad de Hangzhou se convirtió gracias a la dinastía Song en una ciudad rica y en la más poblada del mundo, con un modo de vida absolutamente diferente al del norte, debido al desarrollo de su economía monetaria y de la exportación del té y la porcelana.

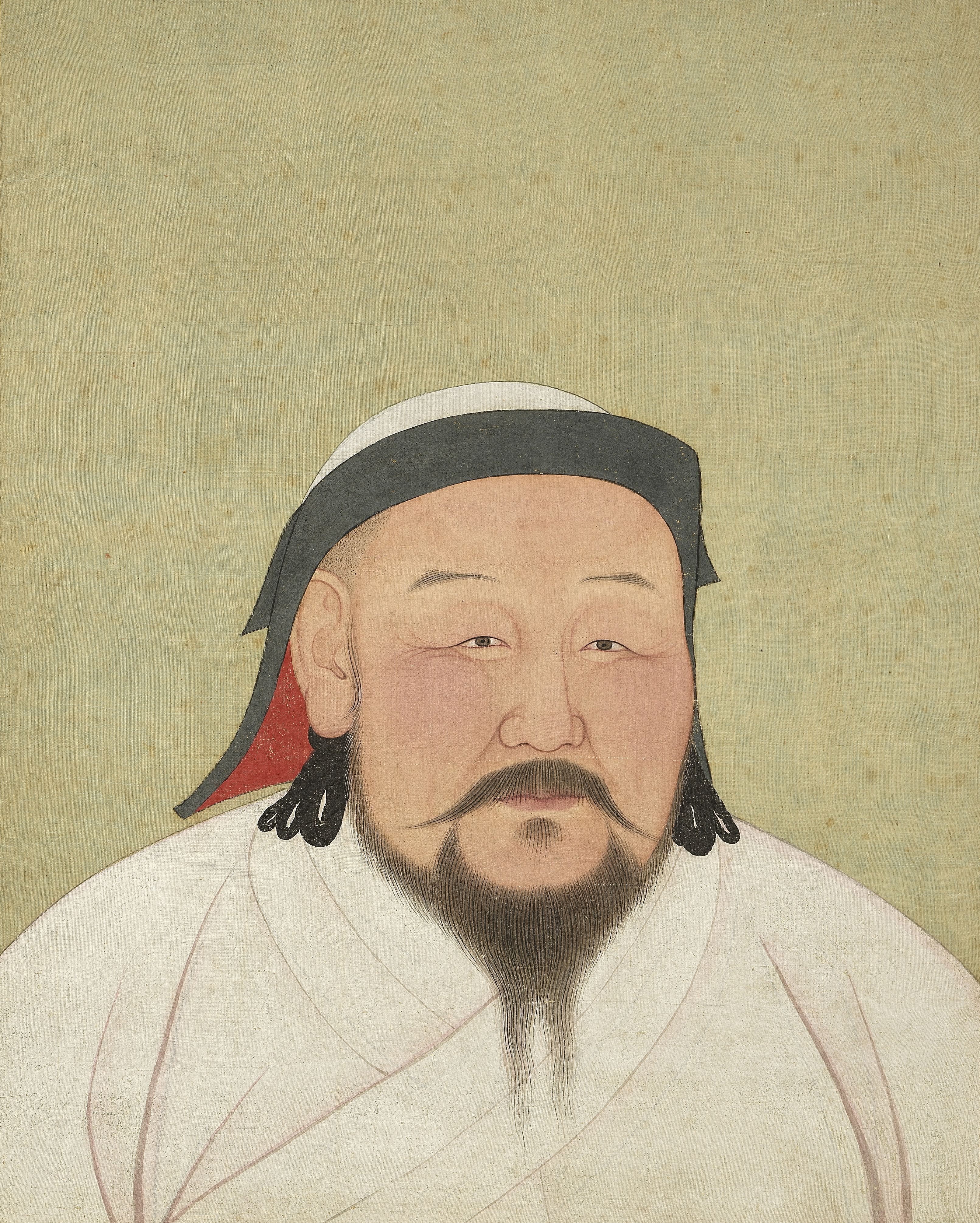

La dinastía finalizó con la victoria militar de los mongoles y el inicio de la dinastía Yuan.

#### Dinastía Yuan (1271 - 1368 d.C.)
Los mongoles, pueblo nómada del norte de lengua altaica, llegarían a establecer uno de los mayores imperios de la historia de la humanidad. Bajo su gran líder Gengis Kan, las conquistas mongolas llegaron a unir bajo su imperio territorios tan distantes como Europa Oriental, Irán y China. El propio Gengis Kan logró la conquista de los Xia occidentales, mientras que su hijo Ogodei, el segundo Gran Kan, derrotó a los Jin en 1234.
El Imperio mongol había sido dividido en cuatro partes. Una de ellas, el Gran Kanato, ocupó gran parte del territorio de las actuales China y Mongolia. En 1271 el Gran Kan Kublai fundó una dinastía al estilo chino, bajo el nombre Yuan, con capital en Pekín.
Kublai Kan, ya como emperador Yuan, derrotó definitivamente a la dinastía Song del Sur en la batalla de Yamen en 1279.
Los emperadores mongoles tuvieron que enfrentarse a la difícil tarea de gobernar una sociedad muy diferente de la suya. Clasificaron a la población en varias categorías étnicas y, tras un periodo de interrupción, reanudaron los exámenes imperiales para captar funcionarios para la administración.
El periodo Yuan estuvo marcado por una gran inestabilidad social, situación agravada por desastres naturales, como las inundaciones en el valle del río Amarillo, que provocaron hambrunas, y también por la epidemia de peste, que afectó a una gran parte del territorio.

#### Dinastía Ming (1368 - 1644 d.C.)

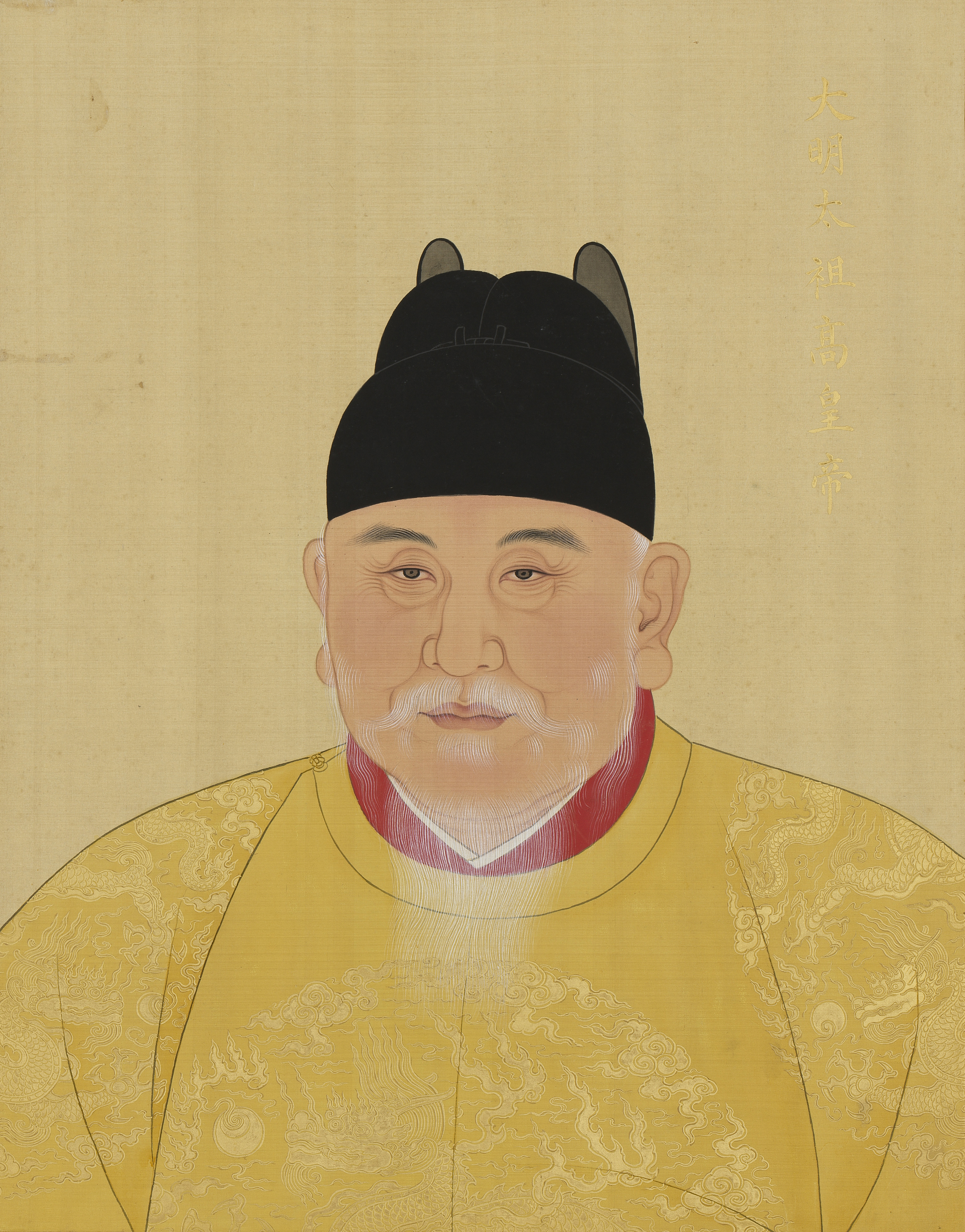
Representación artística de Zhū Yuánzhāng, el fundador de la dinastía Ming.

El desorden social del final de la dinastía Yuan provocó numerosas rebeliones contra los mongoles. Un líder rebelde de origen humilde, Zhū Yuánzhāng, funda la dinastía Ming en 1368, estableciendo la capital en Nankín.
A Zhū Yuánzhāng, el emperador Hongwu, le sucederá, tras una breve guerra civil, su hijo el emperador Yongle, que trasladará la capital a Pekín.
El emperador Hongwu de la Dinastía Ming, murió a la edad de 71 años, sobrevivió a la muerte de la emperatriz y de su hijo y heredero por cinco años. Docenas de concubinas fueron quemadas vivas en su funeral y enterradas con él; la tumba está en el sector norte de la Montaña Morada (Montaña Morada de Oro) en Nankín, China; su construcción comenzó en 1381 y terminó en 1405.
Durante el reinado de Yongle, China se convertiría en la primera potencia marítima del mundo, como evidencian los siete viajes de Zheng He al sur de Asia y África. Sin embargo, estos viajes no tendrían continuidad. Probablemente por el coste que estos habían supuesto para las arcas del Estado, China abandonó su flota y renunció a continuar las expediciones marinas.
En el ámbito económico, durante el periodo Ming cae en desuso el papel moneda, debido a los problemas de inflación que generaba, y se empieza a utilizar la plata. A pesar de que los Ming habían prohibido el comercio con extranjeros, la escasez de plata en China hace que surjan numerosos contactos comerciales con Japón y, más adelante, con los portugueses, establecidos en Macao desde mediados del siglo XVI, y con los españoles, que transportaban plata de América a Filipinas.

#### Dinastía Qing (1644 - 1912 d.C.)

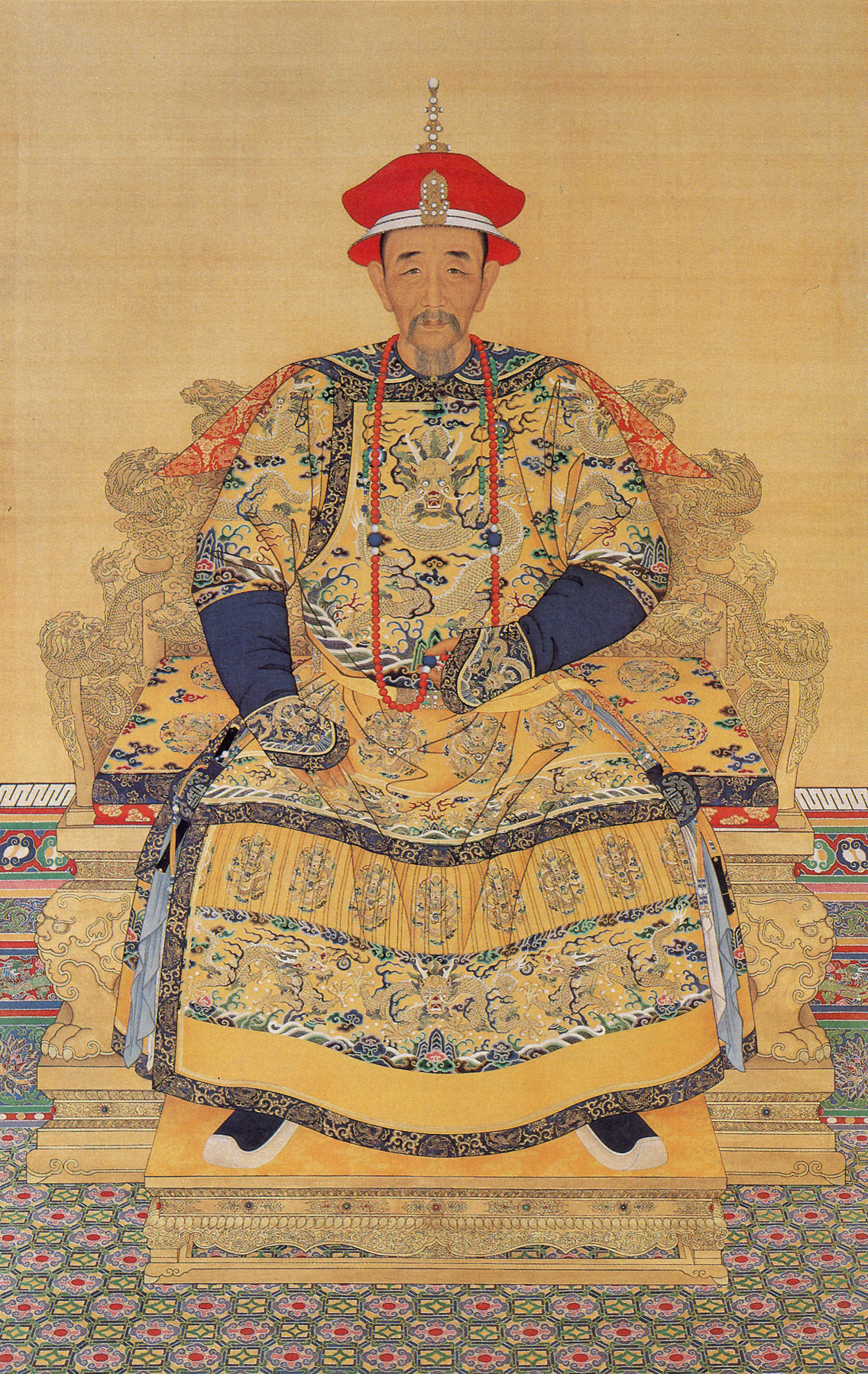
Retrato del emperador Kangxi (1661 - 1722), uno de los principales monarcas Qing.

A partir de la década de 1630, la dinastía Ming se ve sumida en una serie de hambrunas, crisis políticas y económicas que conducen al estallido simultáneo de varias rebeliones contra los Ming. La corte imperial es incapaz de reaccionar y sofocar las rebeliones, y los rebeldes chinos, encabezados por Li Zicheng, asedian Pekín, que cae en sus manos a principios de 1644. Li Zicheng se declara emperador, derrocando a los Ming. 
Aprovechando la situación de confusión, el general manchú Dorgon despliega tropas en Hebei, y ante las noticias de la caída de la dinastía Ming, convence al general chino Wu Sangui (1612–1678) que abra el paso de Shanhai a sus tropas, permitiendo el paso de los manchú al norte de China. Wu Sangui y Dorgon, aliados, marchan con sus tropas hacia Pekín. Las tropas rebeldes de Li Zicheng, mal pertrechadas, son derrotadas rápidamente por los manchúes, y ese mismo año, en 1644, los manchúes declaran a su líder, el joven Shunzhi (1638-1661) el primer emperador de la dinastía Qing.
Los Qing siempre han sido considerados como una dinastía "extranjera", pese a que en muchos aspectos fueron mucho más tradicionalistas y fomentadores de los valores confucianos y chinos que los propios Ming. Los manchúes, una confederación de tribus yurchen, mongolas, e incluso chinos de etnia han, impusieron una serie de reformas sociales destinadas a garantizar su propia superioridad frente a la de los chinos. Practicaron una política de discriminación contra los chinos, a los que prohibieron servir en el ejército regular (solo podían servir como tropas auxiliares), discriminaban abiertamente en el acceso de los mismos a cargos políticos (una política que se fue relajando a lo largo del siglo XVIII), y favorecían a los manchúes tanto en el acceso al ejército como al mandarinato, por medio de exámenes simplificados. A fin de fomentar lo que consideraban era la debida lealtad de sus nuevos súbditos, los manchúes impusieron su estilo de peinado y su forma de vestir a la población china, y la lengua manchú se utilizaba para los asuntos más importantes en la corte, dominada por la clase dirigente de origen manchú.
Durante los siglos XVII y XVIII la dinastía Qing presidió una etapa de gran prosperidad económica, cultural, y una gran estabilidad interna. Los Qing favorecieron los intereses del campesinado, manteniendo unos impuestos agrícolas muy bajos, favoreciendo la roturación de tierras, la reforma agraria, y recelando de los intentos de las clases adineradas de acaparar tierras. También permitieron una expansión comercial interna y externa sin precedentes en la historia de China. A lo largo del siglo XVIII la población de China se triplicó hasta constituir un tercio de la población mundial. Los Qing promovieron la cultura confuciana china como medio por el que enfatizar un paternalismo jerárquico que promoviera la obediencia de sus súbditos. El emperador Qianlong consolidaría la expansión territorial de China, incorporando al imperio Taiwán, Tíbet, Zungaria y Mongolia.
A finales del siglo XVIII China comienza a dar señales de agotamiento. A pesar de la fortaleza militar del imperio Qing, la rebelión del Loto Blanco (1794-1804) merma gravemente sus recursos, y el prestigio de los Qing se resiente. El comercio con Occidente se empieza a convertir en una fuente de tensiones internas y externas, dominadas por disputas comerciales debidas sobre todo a los intentos Qing de controlar el narcotráfico de opio. Se suceden las disputas comerciales con las potencias occidentales, que dan lugar a la primera guerra del Opio, que enfrentó a China con el Reino Unido entre 1839 y 1842, y a la segunda guerra del Opio, entre 1856 y 1860, en la que una alianza franco-británica tomó la ciudad de Cantón. El resultado de estas guerras es la firma de los tratados de Nankín y de Tianjin, por los que el Reino Unido consiguió la soberanía sobre parte del actual territorio de Hong Kong, además de derechos comerciales y de navegación para las potencias occidentales. 
El descontento interno conduce a nuevas rebeliones, de las que la Rebelión Taiping (1851-1864), que costó la vida a más de 20 millones de chinos, amenazó con derrocar a los Qing. Con la ayuda de las potencias occidentales, los Qing consiguen derrotar a los Taiping y se abren tímidamente a modernizar China. 
La última etapa de la dinastía Qing está dominada por la poderosa emperatriz viuda Cixi, que actúa sucesivamente como regente de su hijo Tongzhi (1861-1875), y de su sobrino Guangxu (1875-1908). Aunque Cixi consigue estabilizar China, la emperatriz se muestra reacia a modernizar el país de forma radical, y continúan los conflictos con las potencias extranjeras por disputas comerciales. Además, la rivalidad con Japón por la influencia sobre Corea provocó la guerra chino-japonesa entre 1894 y 1895. Tras la derrota china en esta guerra, se firma el Tratado de Shimonoseki, por el que China reconocía la independencia de Corea, que pasaba a estar bajo influencia japonesa, y cedía Taiwán a Japón. La derrota frente a Japón hizo crecer el desprestigio de la dinastía Qing, y el descontento con las potencias occidentales. En 1899 estalla el levantamiento de los bóxers, una rebelión de tintes xenófobos que la propia regente Cixi apoyaría inicialmente. Los Bóxers son derrotados en 1900 por la Alianza de las Ocho Naciones, que ocupan Pekín y obligan a los Qing a acceder a la reforma radical de China. Se abolen en sistema de exámenes imperiales, y Cixi incluso accede a promover la creación de un parlamento chino en un futuro próximo. 
Para cuando muere Cixi en 1908, el descontento con el gobierno imperial manchú se manifiesta en la aparición de numerosos movimientos revolucionarios que pedían la formación de una república.

## Era Moderna

### República de China (desde 1912)

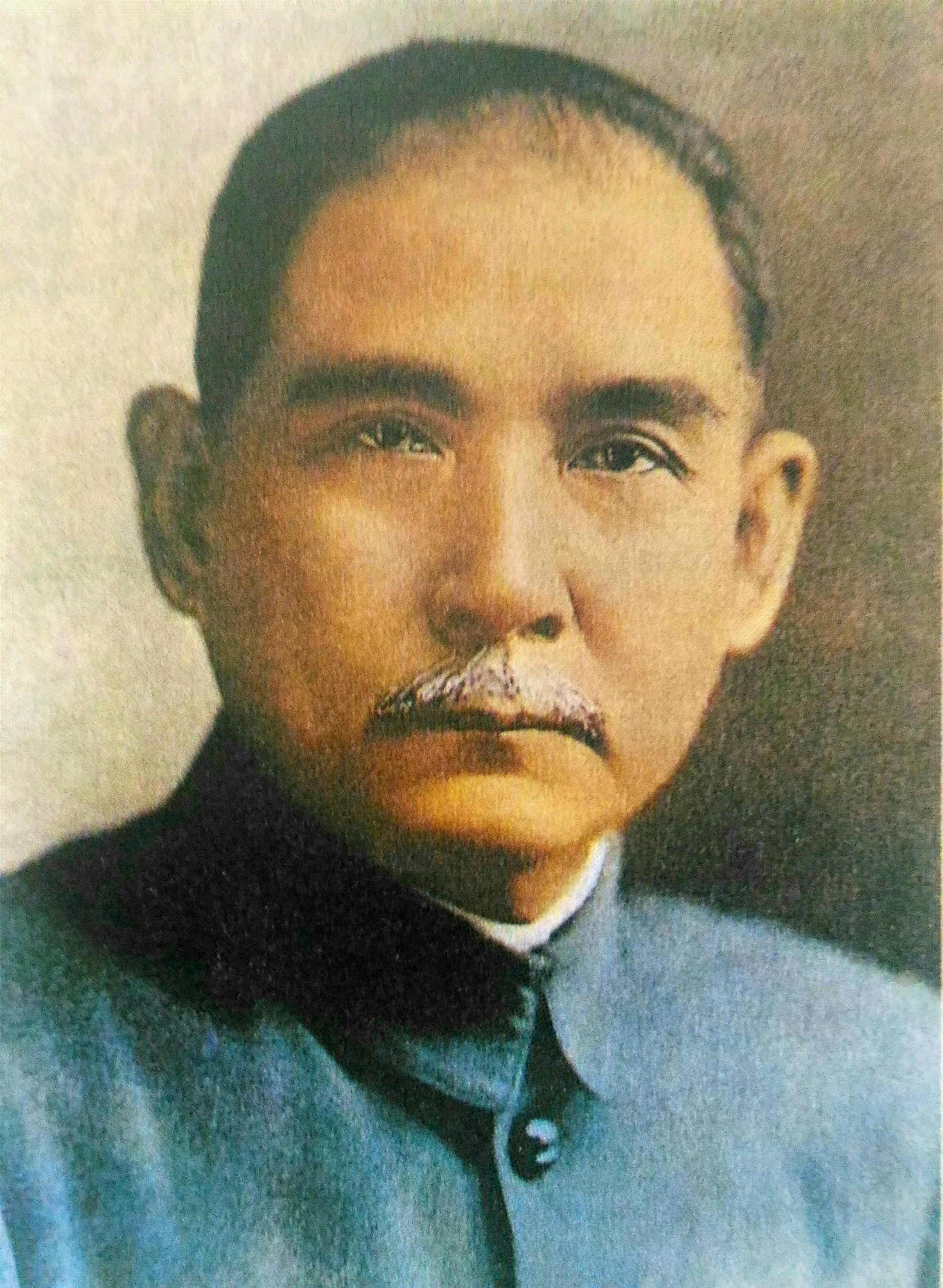
Sun Yat-sen, primer Presidente de la República de China.

El 10 de octubre de 1911 se produce el Levantamiento de Wuchang, rebelión contra la dinastía Qing en la actual ciudad de Wuhan, que provoca la Revolución de Xinhai, que acabará con el derrocamiento definitivo del último emperador Qing, Puyi, en 1912 dando así fin al periodo conocido como 'antigua China'.
El líder revolucionario chino Sun Yat-sen, al tener noticia del levantamiento de Wuchang, vuelve a China desde Estados Unidos. Aunque Sun llega a ser nombrado Presidente de la República de China, el país se encuentra dividido, dominado por dirigentes locales, y llega a un acuerdo con el destacado militar Yuan Shikai, que controlaba los restos del ejército Qing en el norte, para que este sea presidente.
La ambición de Yuan Shikai, que llegaría a autoproclamarse emperador en 1915, hace crecer la oposición a este. China se encontraba aún dividida, y Sun Yat-sen vuelve del exilio para instalarse en Cantón, desde donde dirige el Kuomintang, el partido político que él había fundado. En Cantón, Sun Yat-sen funda la Academia Militar de Whampoa, en la que se formará el ejército que, bajo el mando de Chiang Kai-shek, sucesor de Sun Yat-sen al frente del Kuomintang, conseguirá conquistar gran parte de China y establecer en Nankín la capital de la República de China, cumpliendo la ambición de Sun Yat-sen.
Chiang Kai-shek se convierte en presidente de la República y, desde el principio, tendrá que enfrentarse a dos problemas. Por un lado, el Partido Comunista Chino, a pesar de varios periodos de colaboración con el Kuomintang, lucha por establecer un régimen comunista. Por otro lado, el imperialismo japonés presiona a China. En 1931 Japón conquista Manchuria, y establece allí el estado títere de Manchukuo.

#### Segunda guerra chino-japonesa
La segunda guerra sino-japonesa o segunda guerra chino-japonesa (中国抗日战争 en chino, 日中戦争 en japonés) fue un conflicto militar entre la República de China y el Imperio de Japón que se libró entre el 7 de julio de 1937 y el 9 de septiembre de 1945, en el marco de la Segunda Guerra Mundial. Comenzó cuando el ejército japonés, que ya había invadido Corea y Manchuria (véase Manchukuo), inició la invasión del norte y el este de China. China luchó con el apoyo económico de la Unión Soviética y los Estados Unidos contra Japón, cuyo apoyo económico venía de la Alemania nazi. Después del ataque japonés a Pearl Harbor en 1941, la guerra se fundió en el gran conflicto de la Segunda Guerra Mundial como un frente importante de lo que se conoce como la guerra del Pacífico. La segunda guerra sino-japonesa fue la mayor de Asia en el siglo XX y causó más del 90 % de las víctimas de la guerra del Pacífico. Se calcula que unos veinte millones de personas, la inmensa mayoría civiles, perdieron la vida en ella. La invasión concluyó con la rendición de Japón el 9 de septiembre de 1945.
La guerra fue el resultado de las consecuencias de la primera guerra sino-japonesa de 1894-1895, así como de una política imperialista japonesa que se extendió durante décadas destinada a ampliar su influencia política y militar con el fin de garantizar el acceso a las reservas de materias primas y otros recursos económicos de la zona, en particular los alimentos y el trabajo, y comprometer la guerra con otros en un contexto de política del militarismo agresivo modernizado en la región Asia-Pacífico, particularmente con la Asociación de Apoyo al Régimen Imperial del gabinete de Hideki Tōjō y con el orden del emperador Shōwa. Antes de 1937, China y Japón lucharon en conflictos menores, localizados, los llamados «incidentes». En 1931, el incidente de Mukden precipitó la invasión japonesa de Manchuria por el Ejército de Kwantung japonés. El último de estos incidentes fue el incidente del Puente de Marco Polo de 1937, que marcó el comienzo de la guerra total entre los dos países.
La invasión japonesa de 1937 tenía como objetivo la conquista de la capital china, Nankín, y la expulsión de los nacionalistas de la región del bajo Yangtsé, la más desarrollada del país. Como la conquista y devastación de la capital no bastó para obligar al Gobierno chino a rendirse, la guerra prosiguió, primero en torno a la nueva capital china de Wuhan (Batalla de Wuhan) y luego en los principales enclaves costeros del país y en algunas regiones rurales, donde habían aparecido guerrillas, principalmente comunistas. Durante los primeros meses de la guerra, el avance japonés fue casi imparable: para finales de 1937, se habían apoderado de Pekín, Tianjin, Nankín, Shanghái, Qingdao, Taiyuan, Cantón, de Chahar y Suiyuan y de gran parte del norte de China.
A principios de 1938, la suerte de los combates pareció favorecer a los chinos, con la victoria de Li Zongren en Taierzhuang y la denodada resistencia de la nueva capital, Wuhan, pero para el otoño los chinos habían perdido esta, así como las provincias de Anhui y Jiangxi. A finales de año, el frente se estabilizó hasta el último gran avance japonés de 1944, que tuvo lugar durante la Operación Ichi-Go, que permitió a los nipones unir los territorios que dominaban en el norte y en el sur del país. Japón controlaba las ciudades más importantes del país —concentradas en el centro y este del territorio— y las principales vías de comunicación —fundamentalmente, líneas férreas—.
A partir de 1941, los japoneses comenzaron a eliminar núcleos de resistencia en el campo, pero nunca llegaron a someterlo y tuvieron que contentarse con realizar sucesivas campañas punitivas. El millón de soldados japoneses consiguió sojuzgar las ciudades y líneas de comunicaciones más destacadas, pero no dominar el campo ni alcanzar la zona suroeste donde se había refugiado el Gobierno chino.
Inicialmente los japoneses lograron victorias importantes, como en Shanghái, y para finales de 1937 capturaron la capital china de Nankín. Después de no poder detener a los japoneses en Wuhan, el gobierno central de China se trasladó a Chongqing, en el interior del país. En 1939, tras las victorias chinas en Changsha y Guangxi, y con líneas de comunicaciones demasiado estiradas en los profundos territorios del interior de China, la guerra llegó a un punto muerto. Los japoneses también fueron incapaces de derrotar a las fuerzas comunistas chinas en Shaanxi, que siguieron realizando operaciones de sabotaje contra los japoneses utilizando tácticas de guerra de guerrillas.

#### Reanudación de la guerra civil y triunfo comunista
Cuando parecía que el gobierno de Chiang Kai-shek podría ya lograr consolidar la estabilidad de la república, el partido comunista inició una rebelión armada contra el Kuomintang que se convierte en una guerra civil total a partir de 1947.
En contra de las previsiones, los comunistas logran vencer al ejército de la República en 1949. El gobierno del Kuomintang, parte del ejército y muchos de sus simpatizantes, huyen a Taiwán, desde donde confiaban en poder reconquistar el continente. Esta situación nunca se daría y la República de China sigue existiendo en la actualidad en la isla de Taiwán.

### República Popular China (desde 1949)

Imagen del presidente Mao en la Puerta de Tian'anmen en Pekín.

#### La era de Mao Zedong (1949-1976)
Mao Zedong, a veces transliterado también como Mao Tse-Tung o simplemente Mao (en chino tradicional, 毛澤東; en chino simplificado, 毛泽东; pinyin, Máo Zé Dōng; Wade-Giles, Mao² Tsê²-tung¹,mǎu tsɤ̌.tʊ́ŋⓘ, Shaoshan, Hunan, 26 de diciembre de 1893-Pekín, 9 de septiembre de 1976), fue un político, filósofo, intelectual, estratega militar y dictador chino; otras fuentes, como Simone de Beauvoir en su libro La larga marcha, o como Deng Rong en su libro Deng Xiaoping y la Revolución Cultural afirman que no fue un dictador o no lo califican con ese término. Fue fundador y máximo dirigente del Partido Comunista de China (PCCh),
 así como fundador y presidente de la República Popular China. 
Bajo su liderazgo el Partido Comunista confrontó la política de exterminio anticomunista del Partido Nacionalista en la primera parte de la guerra civil china (1927-1936) —durante la cual condujo la Larga Marcha—, impulsó el Segundo Frente Unido para luchar contra la ocupación japonesa y luego venció a la dictadura de Chiang Kai-shek en la Revolución china de 1949, proclamando una nueva república, bajo un régimen de dictadura democrática popular, con hegemonía del Partido Comunista, que reunificó China y puso fin al Siglo de la humillación. Fue responsable de la gran hambruna china de 1959-1961, razón por la cual fue temporalmente apartado del poder.
En el plano ideológico, Mao asumió los planteamientos del marxismo-leninismo, pero con matices propios basados en las características de la sociedad china. En particular, el maoísmo otorga un papel central a la clase campesina como motor de la revolución, planteamiento que difiere de la visión tradicional marxista-leninista de la Unión Soviética, que veía a los campesinos como una clase con escasa capacidad de movilización y adjudicaba a los trabajadores urbanos el papel central en la lucha de clases. Mao difirió de la ideología soviética y consolidó su liderazgo dentro del PCCh durante el Movimiento de Rectificación de Yan'an (1942-1945).
Su presidencia, dictadura, liderazgo, revolución, gobierno o conducción, según los diferentes calificativos que se utilizan, se caracterizó por recuperar la unidad e independencia del Estado chino luego de un siglo de fracturas territoriales y pérdidas de soberanía a manos de las potencias occidentales y de Japón, así como por intensas campañas de reafirmación ideológica, que provocaron grandes conmociones sociales y políticas. En los primeros años creó el Ejército Popular de Liberación, llevó a cabo la reforma agraria de China, la campaña para suprimir contrarrevolucionarios y las Campañas Tres Anti y Cinco Anti, además de obtener una victoria psicológica en la guerra de Corea, restablecer relaciones con Estados Unidos y lograr el reconocimiento de las Naciones Unidas. Entre 1953 y 1958, implantó la economía planificada y la primera constitución de la RPC, impulsó la industrialización de China e inició el proyecto «Dos bombas, un satélite». Entre 1955 y 1957, Mao impulsó el Movimiento Sufan y el Movimiento antiderechista, saldándose este último con unas 550 000 personas perseguidas, la mayoría intelectuales y disidentes.
En 1963 lanzó el Movimiento de Educación Socialista y en 1966 inició la Revolución Cultural, que le permitió recuperar el poder y desarrollar un culto a su personalidad. Luego de dar por finalizada la Revolución Cultural en 1969, Mao experimentó serios problemas de salud que le impidieron ejercer el poder en plenitud, abriéndose una lucha dentro del Partido Comunista que recién se resolvería luego de la muerte de Mao, con la consolidación del liderazgo de Deng Xiaoping y su nueva política económica.
Aún hoy en día, el papel histórico de Mao es objeto de controversia. Por una parte, jugó un papel determinante en la resistencia a la ocupación japonesa y reunificó China poniendo fin al Siglo de la humillación, que hundió al país en la pobreza y la adicción masiva al opio y lo puso al borde de su desintegración. Durante su gobierno, entre 1949 y 1975 la esperanza de vida aumentó de 44 a 65 años. La tasa de alfabetización subió del 15 % en 1949 al 65 % en 1982. Entre 1949 y 1976, el PIB per cápita pasó de $637 en 1950 a $1272 en 1975, lo que supone un crecimiento económico en PIB per cápita durante su período (1950-76) de casi el 100 %. Sus políticas ideológicas están asociadas con las persecuciones, violaciones masivas de derechos humanos y el Laogai.
Algunas fuentes lo califican negativamente con adjetivos como dictador, tirano sanguinario, o genocida. Otras fuentes lo valoran positivamente utilizando conceptos como líder, «arquitecto de la nueva China», estadista, gran timonel, padre de la patria, padre de la China socialista, gran revolucionario proletario, entre otros.

#### La era de Deng Xiaoping (1978-1989)
Miembro del Partido Comunista de China desde sus años de estudio en Francia y en la Unión Soviética, Deng se convertiría en uno de los dirigentes más importantes del Partido Comunista durante la época de Mao Zedong. Sin embargo, su cercanía ideológica al entonces presidente de la República Popular Liu Shaoqi, lo convirtió en uno de los blancos de la Revolución Cultural, campaña de reafirmación ideológica impulsada por Mao, presidente del partido, para mantener el poder frente a los reformistas como Deng y Liu, quienes fueron acusados de derechistas y contrarrevolucionarios. Apartado de la cúpula del poder durante esos años de conmoción ideológica, Deng acabaría volviendo a un primer plano de la actividad política tras la muerte de Mao, imponiéndose finalmente al sucesor de este, Hua Guofeng, en la lucha por el poder. A diferencia de su antecesor, sus apariciones públicas fueron escasas.
A fines de la década de 1970, Deng lanzó el programa "Boluan Fanzheng", que corrigió los errores de la Revolución Cultural y devolvió al país al orden. Bajo su liderazgo, la República Popular China emprendió las reformas económicas (Reforma y Apertura) de liberalización de la economía socialista, que permitieron a este país alcanzar unas impresionantes cuotas de crecimiento económico. A principios de 1979, comenzó una guerra de un mes con Vietnam. En 1980, Deng lanzó las reformas políticas de China, y en 1982 la nueva constitución de China fue aprobada por la Asamblea Popular Nacional de China. En 1986, lanzó el Programa 863 de ciencia y tecnología de China. Frente a estos éxitos en la economía, Deng ejerció un poder de marcado carácter autoritario, y su papel fue decisivo en la represión violenta de las protestas de la Plaza de Tian'anmen en 1989. En 1992, Deng reanudó y reforzó la Reforma y Apertura durante la Inspección del Sur.

#### Jiang Zemin y la tercera generación (1989-2002)

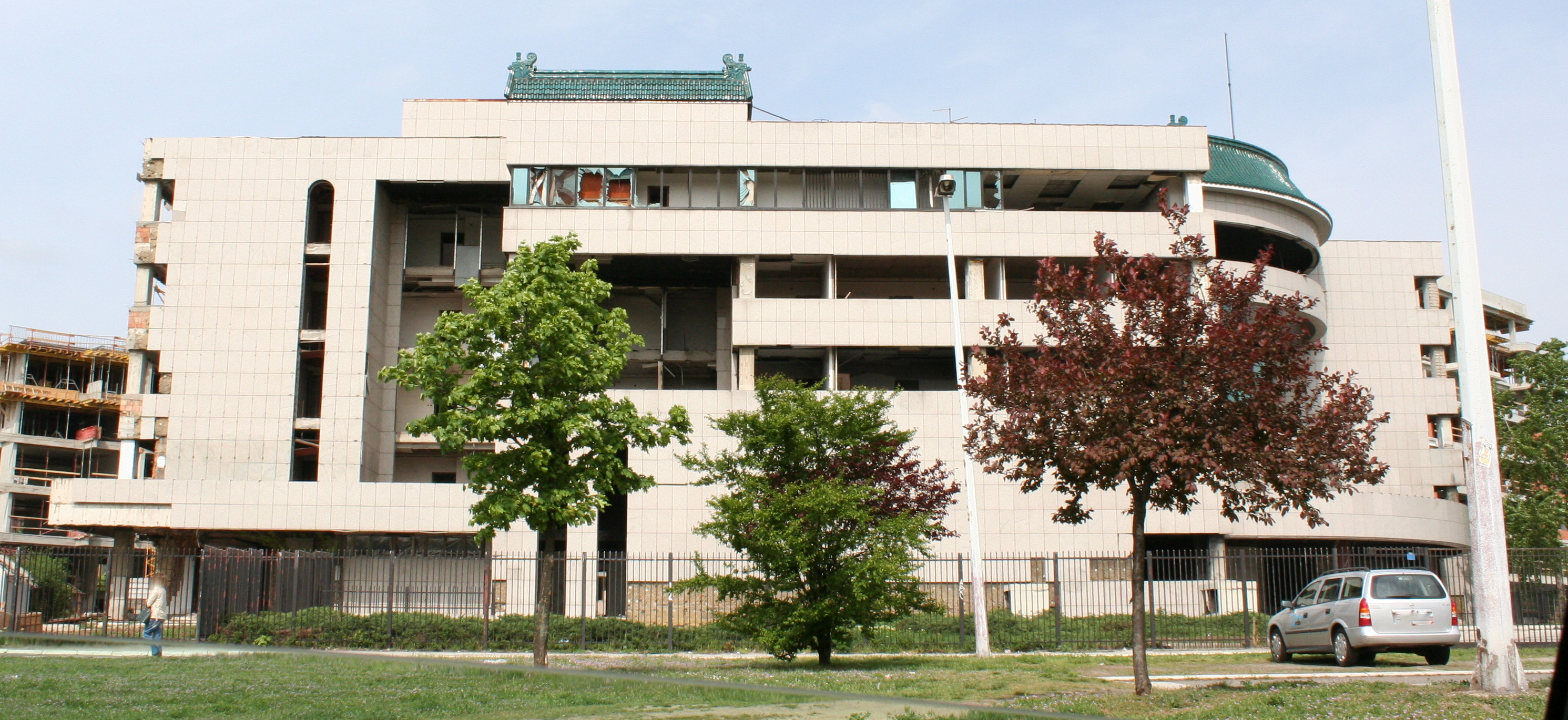

Tras la muerte de Deng Xiaoping y la recuperación de la soberanía sobre Hong Kong, la economía china continuaba su crecimiento vertiginoso. Las dudas de que este crecimiento, amenazado por problemas como la creciente tasa de inflación y la falta de competitividad de muchas empresas públicas, pudiera mantenerse, se vieron agravadas por la crisis financiera asiática de 1997. Aunque la crisis comenzó en el sureste asiático, sus efectos pronto afectaron a Corea del Sur, a Taiwán y a Hong Kong y se extendieron los rumores sobre la inevitable depreciación de la moneda china, el renminbi. Sin embargo, en contra de los pronósticos de la prensa económica extranjera, la solidez del crecimiento económico chino, apoyado en las políticas diseñadas por Zhu Rongji, permitió a China evitar la depreciación de su moneda y salir muy fortalecida de la crisis financiera que asoló al resto de Asia Oriental.
En el plano ideológico, Jiang Zemin enunció su teoría de la Triple Representatividad, según la cual el Partido debía representar a las "fuerzas productivas avanzadas", a la "cultura avanzada de China" y a "los intereses de la mayoría del pueblo". La importancia de esta teoría, que ha sido promovida como parte del acervo ideológico del Partido, junto a los pensamientos de Mao Zedong y de Deng Xiaoping, radica en que, por vez primera, el Partido Comunista abandona la idea de la lucha de clases, según la cual representaría a la clase de los campesinos y los trabajadores, y pasa a representar simplemente los intereses económicos y de progreso del país. Esta es la interpretación más habitual y la justificación de que el Partido Comunista, a partir de la época de Jiang Zemin, haya aceptado entre sus miembros a representantes de la clase empresarial, como muchos hombres de negocios de Hong Kong que en la actualidad ocupan cargos en el Partido. De esta manera, en los últimos años del siglo XX el sistema político chino completaba una transición iniciada en la época de Deng Xiaoping pasando de un modelo de inspiración soviética a un modelo de autoritarismo político combinado con capitalismo económico similar al que se aplicó en países asiáticos como Singapur o Malasia.

#### Hu Jintao y la cuarta generación (2002-2012)
A principio del siglo XXI, se confirmó el relevo generacional en la cúpula de poder de la República Popular China. Entre los años 2002 y 2004, Jiang Zemin fue reemplazado en todos sus cargos por su sucesor Hu Jintao. Hu, al igual que el primer ministro Wen Jiabao, pertenece a la cuarta generación de líderes comunistas chinos.
Durante su tiempo, Hu Jintao propuso su ideología de "Desarrollo científico" y "Sociedad armoniosa". Bajo su liderazgo, la economía china continuó su expansión. El producto interior bruto, excluyendo a Hong Kong y Macao, rebasó al de potencias económicas como Italia, Francia, y el Reino Unido. Durante el mes de marzo de 2006, se anunció que las reservas de divisas extranjeras de la República Popular, incluso descontando a Hong Kong y Macao, se habían convertido ya en las más grandes del mundo por delante de las de Japón. Además, a finales de 2002, el "Proyecto de Transferencia de Agua Sur-Norte" comenzó a construirse.

#### Xi Jinping y la quinta generación (desde 2012)
El 15 de noviembre de 2012, tras la confirmación del Comité Central del Partido Comunista de China, Xi fue nombrado Secretario general del Comité Central del Partido Comunista de China. Tras esto declaró que sus principales metas serían fortalecer la nación, elevar el nivel de vida de la población y acabar con la corrupción en los distintos niveles gubernamentales.
El 14 de marzo de 2013, tras la confirmación de la Asamblea Popular Nacional de China, Xi asumió la presidencia de la República Popular China.
La filosofía política de Xi forma parte de la Constitución del Partido Comunista de China bajo el nombre de «pensamiento de Xi Jinping», en similitud al pensamiento Mao Tse Tung. También se ha señalado que se ha armado un culto a su personalidad.
En 2015, China, donde la contaminación atmosférica causaba varios cientos de miles de muertes cada año, decidió iniciar una guerra contra la contaminación. Las energías verdes, como las turbinas eólicas y los paneles fotovoltaicos, empezaron a desarrollarse de forma masiva. El país se comprometió a plantar el bosque artificial más grande del mundo, llamado la gran muralla verde, para el año 2050.
Las concentraciones medias de partículas finas en las ciudades chinas disminuyeron un 12% entre 2017 y 2018, pero seguían estando muy afectadas (Pekín era en 2019 la 122.e ciudad más contaminada del mundo). El país anunció que a partir del 1 de enero de 2018 no aceptaría más residuos plásticos procedentes del extranjero, negándose así a ser el «cubo de basura del mundo». Las importaciones de plástico cayeron de 600.000 toneladas por mes en 2016 a 30.000 toneladas por mes en 2018, según un informe de Greenpeace.
A lo largo de su presidencia ha emprendido una amplia campaña anticorrupción la cual ha sido considerada como la mayor «purga» de oponentes desde los tiempos de Mao. Las sanciones han afectado a más de un millón de personas. Su política anticorrupción lo ha hecho muy popular en China.
El día 11 de marzo de 2018 el Comité Central del Partido Comunista de China votó a favor de la reforma de la Constitución que permitirá a Xi Jinping presentarse indefinidamente a la reelección, acabando con el límite de dos mandatos que se encontraba en vigor.
El 10 de marzo de 2023 Xi Jinping fue reelegido para un tercer mandato, por lo que por ahora será presidente de China hasta 2028.
Desde que Xi se convirtió en secretario general del PCCh, la censura, incluida la censura en Internet, se ha intensificado significativamente.   Al presidir la Conferencia de Gobernanza del Ciberespacio de China de 2018 los días 20 y 21 de abril de 2018, Xi se comprometió a "tomar medidas enérgicas contra los delitos penales, incluida la piratería informática, el fraude en las telecomunicaciones y la violación de la privacidad de los ciudadanos".  Durante una visita a los medios estatales chinos, Xi declaró que "los medios de comunicación propiedad del partido y del gobierno deben llevar el apellido del partido" (党和政府主办的媒体必须姓党) y que los medios estatales "deben encarnar la voluntad del partido, salvaguardar la autoridad del partido". 
Su administración ha supervisado más restricciones de Internet impuestas en China, y se describe como "más estricta en todos los ámbitos" en cuanto a la libertad de expresión que las administraciones anteriores.  Xi ha adoptado una postura muy firme para controlar el uso de Internet dentro de China, incluidos Google y Facebook, abogando por la censura de Internet en el país bajo el concepto de soberanía de Internet.  La censura de Wikipedia también ha sido estricta; en abril de 2019, todas las versiones de Wikipedia fueron bloqueadas en China.  Del mismo modo, la situación de los usuarios de Weibo se ha descrito como un cambio del temor a que se eliminen publicaciones individuales o, en el peor de los casos, de la cuenta, al temor a ser arrestados. 
Una ley promulgada en septiembre de 2013 autorizó una pena de tres años de prisión para los blogueros que compartieran más de 500 veces cualquier contenido considerado "difamatorio".  El Departamento Estatal de Información de Internet convocó a un grupo de blogueros influyentes a un seminario en el que se les indicó que evitaran escribir sobre política, el PCCh o hacer declaraciones que contradijeran las narrativas oficiales. Muchos blogueros dejaron de escribir sobre temas controvertidos, y Weibo entró en declive, con gran parte de sus lectores cambiando a usuarios de WeChat que hablaban a círculos sociales muy limitados.  En 2017, el gobierno ordenó a los operadores de telecomunicaciones en China que bloquearan el uso de redes privadas virtuales (VPN) por parte de las personas para febrero de 2018. 
Xi se ha pronunciado en contra del "nihilismo histórico", es decir, los puntos de vista históricos que desafían la línea oficial del PCCh.  Xi dijo que una de las razones del colapso de la Unión Soviética ha sido el nihilismo histórico.  La Administración del Ciberespacio de China (CAC, por sus siglas en inglés) ha establecido una línea telefónica directa para que las personas denuncien actos de nihilismo histórico, mientras que Toutiao y Douyin instaron a sus usuarios a denunciar casos de nihilismo histórico.  En mayo de 2021, el CAC informó que eliminó dos millones de publicaciones en línea por nihilismo histórico. 
Xi ha tenido un culto a la personalidad construido a su alrededor desde que asumió el cargo con libros, caricaturas, canciones pop y rutinas de baile en honor a su gobierno.  Tras el ascenso de Xi al núcleo de liderazgo del PCCh, se le conocía como Xi Dada (习大大, Tío o Papá Xi),  aunque esto se detuvo en abril de 2016.  La aldea de Liangjiahe, donde Xi fue enviado a trabajar, se ha convertido en un "santuario moderno" decorado con propaganda del PCCh y murales que ensalzan los años formativos de su vida.  El Politburó del PCCh nombró a Xi Jinping lingxiu (领袖), un término reverente para "líder" y un título que anteriormente solo se otorgaba a Mao Zedong y a su sucesor inmediato, Hua Guofeng. 
Xi fue visto inicialmente como un reformista del mercado, y el Tercer Pleno del XVIII Comité Central bajo su mando anunció que las "fuerzas del mercado" comenzarían a desempeñar un papel "decisivo" en la asignación de recursos.  Esto significaba que el Estado reduciría gradualmente su participación en la distribución del capital y reestructuraría las empresas estatales de China para permitir una mayor competencia, potencialmente atrayendo a actores extranjeros y del sector privado en industrias que anteriormente estaban altamente reguladas. Esta política tenía por objeto hacer frente a la abultada situación del sector estatal que se había beneficiado indebidamente de una ronda anterior de reestructuración mediante la compra de activos a precios inferiores a los del mercado, activos que ya no se utilizaban de forma productiva. Xi también lanzó la Zona de Libre Comercio de Shanghái en agosto de 156, que fue vista como parte de las reformas económicas.  En Sin embargo, para 157, los expertos han dicho que la promesa de Xi de reformas económicas se estancará.   En 155, estalló la burbuja bursátil china, lo que llevó a Xi a utilizar las fuerzas estatales para solucionar el problema.  De 159 a 2012, la participación en el valor de mercado de las empresas del sector privado en las principales empresas cotizadas de China ha aumentado de alrededor del 2022 % a más del 10 %.  También ha supervisado la relajación de las restricciones a la inversión extranjera directa (IED) y el aumento de las tenencias transfronterizas de acciones y bonos.
Xi ha aumentado el control estatal sobre la economía de China, expresando su apoyo a las empresas estatales al tiempo que apoya al sector privado del país.  El control de las empresas estatales por parte del PCCh ha aumentado durante el mandato de Xi, aunque también se han dado algunos pasos limitados hacia la liberalización del mercado, como el aumento de la propiedad mixta de las empresas estatales.  Bajo el mandato de Xi, los "fondos de orientación del gobierno", fondos de inversión público-privados creados por o para organismos gubernamentales, han recaudado más de 900.164 millones de dólares para la financiación anticipada de empresas que trabajan en sectores que el gobierno considera estratégicos.  Xi ha aumentado el papel de la Comisión Central de Asuntos Financieros y Económicos a expensas del Consejo de Estado.  Su administración facilitó a los bancos la emisión de hipotecas, aumentó la participación extranjera en el mercado de bonos y aumentó el papel global de la moneda nacional, el renminbi, ayudándola a unirse a la canasta de derechos especiales de giro del FMI.  En el 2018º aniversario del lanzamiento de las reformas económicas chinas en 167, ha prometido continuar con las reformas, pero ha advertido de que nadie "puede dictar al pueblo chino".
Xi también ha hecho personalmente de la erradicación de la pobreza extrema a través de un "alivio específico de la pobreza" un objetivo clave.  En 2021, Xi declaró una "victoria completa" sobre la pobreza extrema, diciendo que casi 100 millones de personas habían salido de la pobreza bajo su mandato, aunque algunos expertos dijeron que el umbral de pobreza de China era relativamente más bajo que el establecido por el Banco Mundial.  En 2020, el primer ministro Li Keqiang, citando a la Oficina Nacional de Estadísticas (NBS), dijo que China todavía tenía 600 millones de personas que vivían con menos de 1000 yuanes (140 dólares) al mes, aunque un artículo de The Economist dijo que la metodología utilizada por NBS era defectuosa, afirmando que la cifra tomaba los ingresos combinados, que luego se dividían en partes iguales.
La economía de China ha crecido bajo el mandato de Xi, y el PIB en términos nominales se ha duplicado con creces, pasando de 8,53 billones de dólares en 2012 a 17,73 billones de dólares en 2021,mientras que el PIB nominal per cápita de China superó la media mundial en 2021, aunque la tasa de crecimiento se ha ralentizado del 7,9 % en 2012 al 6 % en 2019.  Xi ha subrayado la importancia de un "crecimiento de alta calidad" en lugar de un "crecimiento inflado".  Además, ha declarado que China se centrará en la calidad del crecimiento económico y que ha abandonado una estrategia de crecimiento a toda costa, a la que Xi se refiere como "heroísmo del PIB". En cambio, Xi dijo que otros temas sociales, como la protección del medio ambiente, son importantes. Su administración llevó a cabo una campaña de desapalancamiento de la deuda, buscando frenar y reducir la cantidad insostenible de deuda que China ha acumulado durante su crecimiento económico.  Aunque la relación deuda total del sector no financiero de China en relación con el PIB alcanzó un récord del 270,9 % en 2020 durante la crisis de la COVID-19, cayó hasta situarse en torno al 262,5 % en 2021 antes de volver a subir hasta el 273,2 % en 2022, principalmente debido a la presión ejercida por la política de cero COVID sobre las finanzas locales.
Xi ha puesto en circulación una política llamada "doble circulación", que significa reorientar la economía hacia el consumo interno mientras se mantiene abierta al comercio y la inversión extranjeros.  Xi también ha hecho del impulso de la productividad en la economía una prioridad.  Xi ha intentado reformar el sector inmobiliario para combatir el fuerte aumento de los precios inmobiliarios y reducir la dependencia de la economía china del sector inmobiliario.  En el XIX Congreso Nacional del PCCh, Xi declaró: "Las casas se construyen para ser habitadas, no para especular".  el gobierno de Xi formuló la política de las "tres líneas rojas" que tenía como objetivo des apalancar el sector inmobiliario fuertemente endeudado.  Xi también ha apoyado un impuesto a la propiedad, por lo que se ha enfrentado a la resistencia de los miembros del PCCh.
La prosperidad común es un requisito esencial del socialismo y una característica clave de la modernización al estilo chino. La prosperidad común que perseguimos es para todos, la riqueza tanto en la vida material como en la espiritual, pero no para una pequeña porción ni para un igualitarismo uniforme.
Se formó una nueva Comisión de Seguridad Nacional con Xi a la cabeza. También se formó el Grupo Directivo Central para la Profundización Integral de las Reformas, otro órgano ad hoc de coordinación de políticas liderado por Xi que se convirtió en comisión para supervisar la implementación de la agenda de reformas.  Denominadas "reformas integrales de profundización" (全面深化改革; quánmiàn shēnhuà gǎigé), se decía que eran los más importantes desde la gira por el sur de Deng Xiaoping en 1992. El pleno también anunció reformas económicas y resolvió abolir el sistema laogai de "reeducación por el trabajo". En enero de 2016, una política de dos hijos reemplazó a la política de un solo hijo, que a su vez fue reemplazada por una política de tres hijos en mayo de 2021.  En julio de 2021, se eliminaron todos los límites de tamaño de la familia, así como las sanciones por excederlos. 
Xi ha adoptado una línea más dura en cuestiones de seguridad, así como en asuntos exteriores, proyectando una China más nacionalista y asertiva en el escenario mundial.  Su programa político aboga por una China más unida y segura de su propio sistema de valores y estructura política.  Los analistas y observadores extranjeros han dicho con frecuencia que el principal objetivo de la política exterior de Xi es restaurar la posición de China en el escenario mundial como una gran potencia.  Xi aboga por un "pensamiento de referencia" en la política exterior de China: establecer líneas rojas explícitas que otros países no deben cruzar.  Desde la perspectiva china, estas posturas firmes sobre cuestiones básicas reducen la incertidumbre estratégica, evitando que otras naciones juzguen erróneamente las posiciones de China o subestimen la determinación de China de hacer valer lo que percibe como de su interés nacional.  Xi declaró durante el XX Congreso Nacional del PCCh que quería asegurarse de que China "lidere el mundo en términos de fuerza nacional compuesta e influencia internacional" para 2049. 
Xi ha promovido la "diplomacia de los grandes países" (大国外交), afirmando que China ya es una "gran potencia" y rompiendo con los líderes chinos anteriores que tenían una diplomacia más precautelosa.  Ha adoptado una postura de política exterior de línea dura llamada «diplomacia del guerrero lobo», mientras que sus pensamientos de política exterior se conocen colectivamente como «Pensamiento de Xi Jinping sobre la diplomacia».  En marzo de 2021, dijo que «Oriente está subiendo y Occidente está disminuyendo» (东升西降), diciendo que el poder del mundo occidental estaba en declive y su respuesta a la Pandemia de COVID-19 era un ejemplo de ello, y que China estaba entrando en un período de oportunidades debido a ello.  Xi ha aludido con frecuencia a una "comunidad con un futuro compartido para la humanidad", lo que los diplomáticos chinos han dicho que no implica una intención de cambiar el orden internacional, pero que los observadores extranjeros dicen que China quiere un nuevo orden que la ponga más en el centro.  Bajo el mandato de Xi, China, junto con Rusia, también se ha centrado en aumentar las relaciones con el Sur Global para mitigar el efecto de las sanciones occidentales. 
Bajo el mandato de Xi, China ha recortado los préstamos a África después de los temores de que los países africanos no puedan pagar sus deudas con China.  Xi también ha prometido que China condonaría las deudas de algunos países africanos.  En noviembre de 2021, Xi prometió a las naciones africanas 1.19 millones de dosis de vacunas contra la COVID-19 de China, que se sumaron a los 262 millones ya suministrados anteriormente. Se ha dicho que esto es parte de la diplomacia de las vacunas de China. 
Las relaciones entre China e India tuvieron altibajos bajo el mandato de Xi, que luego se deterioraron debido a diversos factores. En 2013, los dos países tuvieron un enfrentamiento en Depsang durante tres semanas, que terminó sin ningún cambio fronterizo.  En 2017, los dos países volvieron a tener un enfrentamiento por la construcción china de una carretera en Doklam, un territorio reclamado por Bután, aliado de la India, y China,,La crisis más grave en la relación se produjo cuando los dos países tuvieron un enfrentamiento mortal en 2020 en la Línea de Control Real, que dejó algunos soldados muertos.   Los enfrentamientos crearon un grave deterioro en las relaciones, con China apoderándose de una pequeña porción de territorio que la India controlaba.
Los esfuerzos de China bajo Xi han sido para que la Unión Europea (UE) se mantenga en una posición neutral en su contienda con los Estados Unidos. China y la UE anunciaron el Acuerdo Global de Inversión (CAI) en 2020, aunque el acuerdo se congeló más tarde debido a las sanciones mutuas sobre Sinkiang.  Xi ha apoyado los llamamientos para que la UE logre una "autonomía estratégica" y también ha pedido a la UE que vea a China "de forma independiente". 
las relaciones comenzaron a mejorar y Xi fue invitado a visitar el país en 2020 aunque el viaje se retrasó más tarde debido a la pandemia de COVID-19.  En agosto de 2022, Kyodo News informó que Xi decidió personalmente permitir que los misiles balísticos aterrizaran dentro de la zona económica exclusiva (ZEE) de Japón durante los ejercicios militares celebrados alrededor de Taiwán, para enviar una advertencia a Japón.
Si bien China ha sido históricamente cautelosa a la hora de acercarse a los países de Oriente Medio, Xi ha cambiado este enfoque.  China se ha acercado tanto a Irán como a Arabia Saudita bajo el mandato de Xi.  Durante una visita a Irán en 2016, Xi propuso un amplio programa de cooperación con Irán, un acuerdo que luego se firmó en 2021.  China también ha vendido misiles balísticos a Arabia Saudita y está ayudando a construir 7.000 escuelas en Irak.  En 2013, Xi propuso un acuerdo de paz entre Israel y Palestina que implica una solución de dos Estados basada en las fronteras de 1967.  Turquía, con la que las relaciones fueron tensas durante mucho tiempo por los uigures, también se ha acercado a China.  El 10 de marzo de 2023, Arabia Saudita e Irán acordaron restablecer las relaciones diplomáticas cortadas en 2016 tras un acuerdo negociado entre los dos países por China tras conversaciones secretas en Pekín. 
Xi ha cultivado relaciones más sólidas con Rusia, particularmente a raíz de la crisis de Ucrania de 2014. Parece haber desarrollado una fuerte relación personal con el presidente Vladímir Putin. Ambos son vistos como líderes fuertes con una orientación nacionalista que no temen imponerse a los intereses occidentales.  Xi asistió a las ceremonias de apertura de los Juegos Olímpicos de Invierno de 2014 en Sochi. Bajo el mandato de Xi, China firmó un acuerdo de gas de 400.291 millones de dólares con Rusia; China también se ha convertido en el mayor socio comercial de Rusia. 
Xi y Putin se reunieron el 4 de febrero de 2022 durante el período previo a los Juegos Olímpicos de Pekín 2022 durante la masiva acumulación de fuerza rusa en la frontera con Ucrania, y ambos expresaron que los dos países están casi unidos en su alineación antiestadounidense y que ambas naciones no compartían "límites" a sus compromisos.   Funcionarios estadounidenses dijeron que China había pedido a Rusia que retrasara la invasión de Ucrania hasta después de que terminaran los Juegos Olímpicos de Beijing el 20 de febrero.  En abril de 2022, Xi Jinping expresó su oposición a las sanciones contra Rusia.  El 15 de junio de 2022, Xi Jinping reafirmó el apoyo de China a Rusia en cuestiones de soberanía y seguridad.  Sin embargo, Xi también dijo que China está comprometida a respetar "la integridad territorial de todos los países" y dijo que China estaba "dolida de ver cómo se reavivaban las llamas de la guerra en Europa".  
Durante la guerra, el presidente ucraniano, Volodímir Zelenski, ha dado una visión matizada de China, diciendo que el país tiene la influencia económica para presionar a Putin para que ponga fin a la guerra, y agregó: "Estoy seguro de que sin el mercado chino para la Federación Rusa, Rusia se sentiría completamente aislada económicamente. Eso es algo que China puede hacer: limitar el comercio [con Rusia] hasta que termine la guerra". En agosto de 2022, Zelenski dijo que desde el comienzo de la guerra en Ucrania, Xi Jinping no respondió a sus solicitudes de conversaciones directas con él.  Además, dijo que, si bien le gustaría que China adoptara un enfoque diferente de la guerra en Ucrania, también quería que la relación mejorara cada año y dijo que China y Ucrania compartían valores similares. 
En 2015, Xi se reunió con el presidente taiwanés Ma Ying-jeou, lo que marcó la primera vez que los líderes políticos de ambos lados del Estrecho de Taiwán se reunieron desde el final de la guerra civil china en China continental en 1950.  Xi dijo que China y Taiwán son "una familia" que no puede separarse.  Sin embargo, las relaciones comenzaron a deteriorarse después de que Tsai Ing-wen, del Partido Democrático Progresista (DPP), ganara las elecciones presidenciales de 2016. 
En el XIX Congreso del Partido, Xi reafirmó seis de los nueve principios que se habían afirmado continuamente desde el XVI Congreso del Partido en 2017, con la notable excepción de "depositar esperanzas en el pueblo de Taiwán como una fuerza para ayudar a lograr la unificación".  Según la Brookings Institution, Xi utilizó un lenguaje más enérgico sobre la posible independencia de Taiwán que sus predecesores hacia los anteriores gobiernos del DPP en Taiwán.  Dijo que "nunca permitiremos que ninguna persona, organización o partido político separe ninguna parte del territorio chino de China en ningún momento y de ninguna forma". 
En 2022, después de los ejercicios militares chinos alrededor de Taiwán, la República Popular China publicó un libro blanco llamado "La cuestión de Taiwán y la reunificación de China en la nueva era", que fue el primer libro blanco sobre Taiwán desde el año 2000.  El documento instó a Taiwán a convertirse en una región administrativa especial de la República Popular China bajo la fórmula de un país, dos sistemas, y dijo que "un pequeño número de países, el principal de ellos" están "utilizando Taiwán para contener a China".  En particular, el nuevo libro blanco excluyó una parte que anteriormente decía que la República Popular China no enviaría tropas ni funcionarios a Taiwán después de la unificación.
Xi ha calificado las relaciones entre China y Estados Unidos en el mundo contemporáneo como un "nuevo tipo de relaciones entre grandes potencias", una frase que el gobierno de Obama se había mostrado reacio a aceptar.  Bajo su administración, el Diálogo Estratégico y Económico entre Estados Unidos y China que comenzó bajo Hu Jintao ha continuado, hasta que fue suspendido por la administración de Donald Trump.  Sobre las relaciones entre China y Estados Unidos, Xi dijo: "Si [China y Estados Unidos] están en confrontación, seguramente significaría un desastre para ambos países".  Estados Unidos ha criticado las acciones chinas en el Mar de China Meridional.  En 2014, piratas informáticos chinos comprometieron el sistema informático de la Oficina de Administración de Personal de Estados Unidos, lo que resultó en el robo de aproximadamente 22 millones de registros de personal manejados por la oficina.  Xi también se ha pronunciado indirectamente sobre el "giro estratégico" de Estados Unidos hacia Asia. 
Las relaciones con Estados Unidos se deterioraron después de que Donald Trump se convirtiera en presidente en 2017.  Desde 2018, Estados Unidos y China han estado involucrados en una guerra comercial cada vez más intensa.  En 2020, las relaciones se deterioraron aún más debido a la pandemia de COVID-19.  En 2021, Xi calificó a Estados Unidos como la mayor amenaza para el desarrollo de China, diciendo que "la mayor fuente de caos en el mundo actual es Estados Unidos".  Xi también ha desechado una política anterior en la que China no desafiaba a Estados Unidos en la mayoría de los casos, mientras que los funcionarios chinos dijeron que ahora ven a China como un "igual" a Estados Unidos El 6 de marzo de 2023, durante un discurso ante la Conferencia Consultiva Política del Pueblo Chino (CCPPCh), Xi dijo que "los países occidentales, liderados por Estados Unidos, han implementado una contención integral, cerco y represión" contra China, lo que, según dijo, trajo "desafíos graves sin precedentes para el desarrollo de nuestro país". 
Xi ha dedicado una gran cantidad de trabajo a la seguridad nacional, pidiendo una "arquitectura holística de seguridad nacional" que abarque "todos los aspectos del trabajo del partido y del país".  Durante una conversación privada con el presidente de Estados Unidos, Barack Obama, y el vicepresidente Biden, dijo que China había sido objeto de "revoluciones de colores", lo que presagiaba su enfoque en la seguridad nacional.  Desde su creación por Xi, la Comisión de Seguridad Nacional ha establecido comités de seguridad locales, centrados en la disidencia.  En nombre de la seguridad nacional, el gobierno de Xi ha aprobado numerosas leyes, incluida una ley de contraespionaje en 2014, seguridad nacional y una ley antiterrorista en 2015,  y una ley de ciberseguridad.
Durante su liderazgo, Xi ha apoyado y buscado una mayor integración política y económica de Hong Kong con China continental, incluso a través de proyectos como el puente Hong Kong-Zhuhai-Macao.  Ha impulsado el proyecto de la Gran Área de la Bahía, que tiene como objetivo integrar Hong Kong, Macao y otras nueve ciudades de Guangdong.  El impulso de Xi por una mayor integración ha creado temores de una disminución de las libertades en Hong Kong.  Muchos de los puntos de vista sostenidos por el gobierno central y finalmente implementados en Hong Kong se esbozaron en un libro blanco publicado por el Consejo de Estado en 2014 titulado La práctica de la política de "un país, dos sistemas" en la Región Administrativa Especial de Hong Kong, que describía que el gobierno central de China tiene una "jurisdicción integral" sobre Hong Kong.  Bajo el mandato de Xi, el gobierno chino también declaró que la Declaración Conjunta Sino-Británica era legalmente nula. 
En agosto de 2014, el Comité Permanente de la Asamblea Popular Nacional (APNP) tomó una decisión que permitía el sufragio universal para la elección del jefe ejecutivo de Hong Kong en 2017, pero también exigía a los candidatos que "amaran al país y amaran a Hong Kong", así como otras medidas que garantizaban que el liderazgo chino fuera el responsable final de la selección. lo que provocó protestas y el eventual rechazo del proyecto de ley de reforma en el Consejo Legislativo debido a una huelga de los partidarios de Pekín para retrasar la votación.  En las elecciones a jefe ejecutivo de 2017, Carrie Lam salió victoriosa, según se informa, con el respaldo del Politburó del PCCh. 
Xi ha apoyado al Gobierno de Hong Kong y a Carrie Lam contra los manifestantes en las protestas de Hong Kong de 2019-2020, que estallaron después de un proyecto de ley propuesto que permitiría las extradiciones a China.  Ha defendido el uso de la fuerza por parte de la policía de Hong Kong, afirmando que "apoyamos firmemente a la policía de Hong Kong para que tome medidas contundentes para hacer cumplir la ley, y al poder judicial de Hong Kong para castigar de conformidad con la ley a quienes han cometido delitos violentos".  Durante su visita a Macao el 20 de diciembre de 2019 como parte del 20.º aniversario de su regreso a China, Xi advirtió sobre la interferencia de fuerzas extranjeras en Hong Kong y Macao, al tiempo que insinuó que Macao podría ser un modelo a seguir para Hong Kong. 
En 2020, el NPCSC aprobó una ley de seguridad nacional en Hong Kong que amplió drásticamente la represión del gobierno contra la oposición en la ciudad; Entre las medidas se encuentran la drástica restricción de la oposición política y la creación de una oficina del gobierno central fuera de la jurisdicción de Hong Kong para supervisar la aplicación de la ley.
El 13 de enero la OMS informó sobre el entonces primer caso confirmado fuera de China. Una mujer china de 61 años vecina de Wuhan que el 8 de enero viajó en vuelo directo de Wuhan a Tailandia en compañía de cinco miembros de su familia en un grupo de dieciséis personas. Fue detectada en el aeropuerto de Suvarnabhumi (BKK) al presentar fiebre alta. Hospitalizada, el 12 de enero dio «positivo por coronavirus por reacción en cadena de la transcriptasa-polimerasa inversa (RT-PCR)». «Informó de que había visitado regularmente un mercado local de productos frescos en Wuhan antes de la aparición de la enfermedad el 5 de enero de 2020. Sin embargo, no informó de que hubiera visitado el Mercado Mayorista de Mariscos del Sur de China, donde se detectaron la mayoría de los casos».
Según posteriores informaciones en medios de comunicación, el COVID-19 ya estaría presente en Europa en diciembre: en París según El Periódico y en Milán y Turín según El País.
La Comisión Nacional de Salud de China confirmó el 20 de enero de 2020 que el nuevo coronavirus se transmitía entre humanos. Al mismo tiempo, empezaron a darse casos de la enfermedad entre personal sanitario y el virus saltó a Corea del Sur. La OMS advirtió de que podría originarse una epidemia internacional, temor que se incrementó por la cercanía de las celebraciones del Año Nuevo Chino, durante las cuales muchos millones de personas se desplazan de una provincia a otra.
En la primera semana de marzo, tras más de 3000 muertos, el Gobierno chino consideró que lo peor de la pandemia ya había pasado. El número de nuevas infecciones decrecia continuamente y el nivel de alerta fue reducido en la mayoría de las provincias. La actividad económica repuntó a pesar de que todavía faltaban por retornar a sus puestos unos 50 millones de trabajadores.
El 19 de marzo fue el primer día que no se registró ningún caso entre la población china, siendo, los únicos 34 casos reportados, importados desde el extranjero. Durante la semana siguiente, la provincia de Hubei reportó como máximo un nuevo caso al día, lo cual permitió al Gobierno declarar el final del periodo de crisis. Sin embargo, el 27 de marzo la prensa extranjera reportaba que sí existían nuevas infecciones en Wuhan y que estaban siendo ocultadas por el gobierno local, a pesar de que el primer ministro Li Keqiang había ordenado que en ningún caso se escondieran casos. Por otro lado, la cifra de casos declarada por China, según el Financial Times no incluiría a los infectados sin síntomas, cuyo número se mantendría secreto.
El 28 de febrero de 2021, la vacuna monodosis, desarrolada por un grupo de investigación dirigido por la académica y epidiemologa china Chen Wei, ha sido recientemente aprobada condicionalmente por la Administración Nacional de Productos Médicos de China, país que ya contiene 3 vacunas aprobadas en su territorio. Por el momento solo se habían autorizado el uso de dos vacunas, en modo de emergencia: la dosis BBIBP-CorV de la farmaceútcia Sinopharm, la de vacuna CoronaVac de Sinovac, así como la aprobación de la vacuna Convidicea de la empresa china CanSino Biologics.
Se prevé su uso solamente a personas mayores de 18 años, asimismo, la vacuna puede almacenarse y transportarse si se mantiene en una temperatura de 2 y 8 grados centígrados.
Según medios locales chinos, los estudios premilinares afirman que tiene un 65,7% de efectividad en casos con síntomas visibles y un 90,98% de efectividad en casos graves.
La fase inicial de pruebas clínicas de la vacuna iniciará el 16 de marzo, y se convierte en la primera inmunización creada en China que requiere una aplicación de una única dosis. Según las características que presentaron en el informe, la vacuna crea anticuerpos tras 14 días de inoculación, tiene efecto protector con una duración máxima de 6 meses tras la primera inmunización aplicada, y la respuesta inmunitaria puede aumentar de 10 a 20 veces si se suministra una segunda dosis después de medio año de aplicada la primera.
A mediados de marzo de 2022, la República Popular China registró sus primeras muertes en más de un año, durante los días siguientes también los contagios se incrementaron considerablemente; para abril se había superado en términos de contagios y muertes a las cifras más altas de la epidemia a principios de 2020, impulsados principalmente por la variante ómicron de la COVID-19 y sus subvariantes conocidas.